# Olympische Sommerspiele 2008/Leichtathletik – Marathon (Frauen)

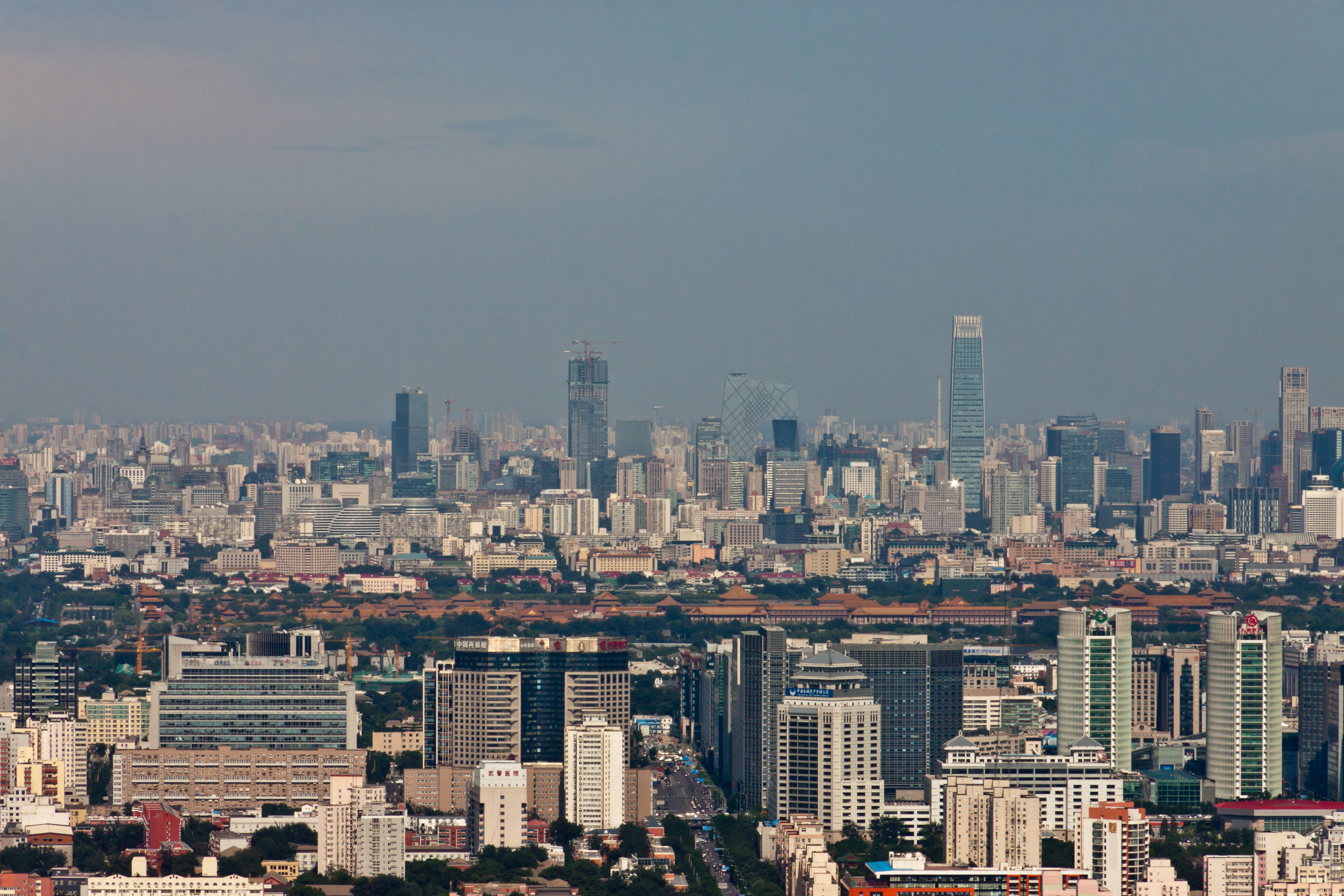
Blick auf die City von Peking im Jahr 2012

Der Marathonlauf der Frauen bei den Olympischen Spielen 2008 in der chinesischen Hauptstadt Peking wurde am 17. August ausgetragen.
Der Kurs verlief durch die Olympiastadt Peking zum Ziel im Nationalstadion. 81 Athletinnen gingen an den Start, 69 von ihnen erreichten das Ziel. Olympiasiegerin wurde die Rumänin Constantina Diță, Silber ging an Catherine Ndereba aus Kenia, Bronze errang die Chinesin Zhou Chunxiu.
Dieser Wettbewerb war gleichzeitig der dritte Lauf der World Marathon Majors des Jahres.

## Aktuelle Titelträgerinnen
| Olympiasiegerin 2004                      | Mizuki Noguchi ( Japan)                      | 2:26:20 h                                    | Athen 2004          |
| Weltmeisterin 2007                        | Catherine Ndereba ( Kenia)                   | 2:30:37 h                                    | Ōsaka 2007          |
| Europameisterin 2006                      | Ulrike Maisch ( Deutschland)                 | 2:30:01 h                                    | Göteborg 2006       |
| Panamerikanische Meisterin 2007           | Mariela González ( Kuba)                     | 2:43:11 h                                    | Rio de Janeiro 2007 |
| Zentralamerika und Karibik-Meisterin 2008 | Marathonlauf nicht im Meisterschaftsprogramm | Marathonlauf nicht im Meisterschaftsprogramm | Cali 2008           |
| Südamerika-Meisterin 2007                 | Marathonlauf nicht im Meisterschaftsprogramm | Marathonlauf nicht im Meisterschaftsprogramm | São Paulo 2007      |
| Asienmeisterin 2007                       | Marathonlauf nicht im Meisterschaftsprogramm | Marathonlauf nicht im Meisterschaftsprogramm | Amman 2007          |
| Afrikameisterin 2008                      | Marathonlauf nicht im Meisterschaftsprogramm | Marathonlauf nicht im Meisterschaftsprogramm | Addis Abeba 2008    |
| Ozeanienmeisterin 2008                    | Marie Benito ( Guam)                         | 1:35:20,83 h – Halbmarathon                  | Saipan 2008         |

## Rekorde

### Bestehende Rekorde
| Weltrekord         | 2:15:25 h | Paula Radcliffe ( Großbritannien) | London, Großbritannien | 13. April 2003     |
| Olympischer Rekord | 2:23:14 h | Naoko Takahashi ( Japan)          | OS Sydney, Australien  | 24. September 2000 |

Der bestehende olympische Rekord wurde bei diesen Spielen nicht erreicht. Die rumänische Olympiasiegerin Constantina Diță verfehlte den Rekord im Rennen am 17. August mit ihren 2:26:44 h um 3:30 Minuten. Zum Weltrekord fehlten ihr 11:19 Minuten.

### Rekordverbesserungen
Im Rennen am 17. August wurden zwei Landesrekorde aufgestellt:
- 2:35:19 h – María Portillo, Peru
- 2:35:47 h – Lucia Kimani, Bosnien und Herzegowina

## Ausgangslage
Als besondere Favoritin ging die kenianische Weltmeisterin von 2007, Vizeweltmeisterin von 2005 und Olympiazweite von 2004 Catherine Ndereba an den Start. Darüber hinaus gab es einen größeren Kreis von Medaillenanwärterinnen. Zu ihnen gehörten die chinesische Vizeweltmeisterin von 2007 und WM-Fünfte von 2005 Zhou Chunxiu, die japanische WM-Dritte von 2007 und Olympiafünfte von 2004 Reiko Tosa, die chinesische WM-Vierte von 2007 Zhu Xiaolin und auch die beiden Rumäninnen Lidia Șimon als WM-Fünfte von 2007 sowie Constantina Diță-Tomescu als WM-Dritte von 2005. Die britische Weltrekordlerin und Weltmeisterin von 2005 Paula Radcliffe trat nach einer Verletzungspause ebenfalls an, war jedoch unter diesen Umständen nicht in der großen Form vergangener Jahre.

## Das Rennen

### Resultat

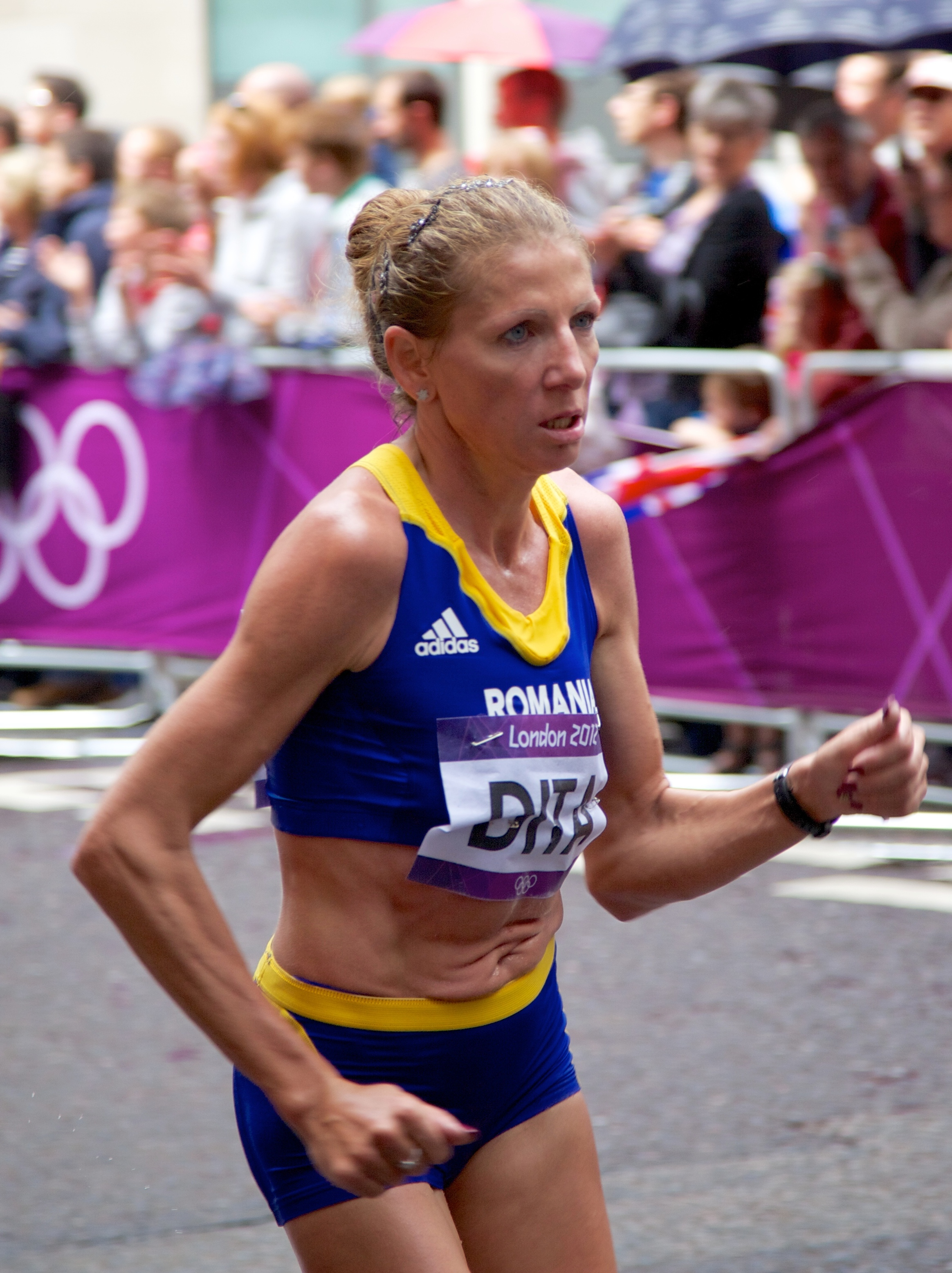
Gold für die Mitfavoritin Constantina Diță-Tomescu

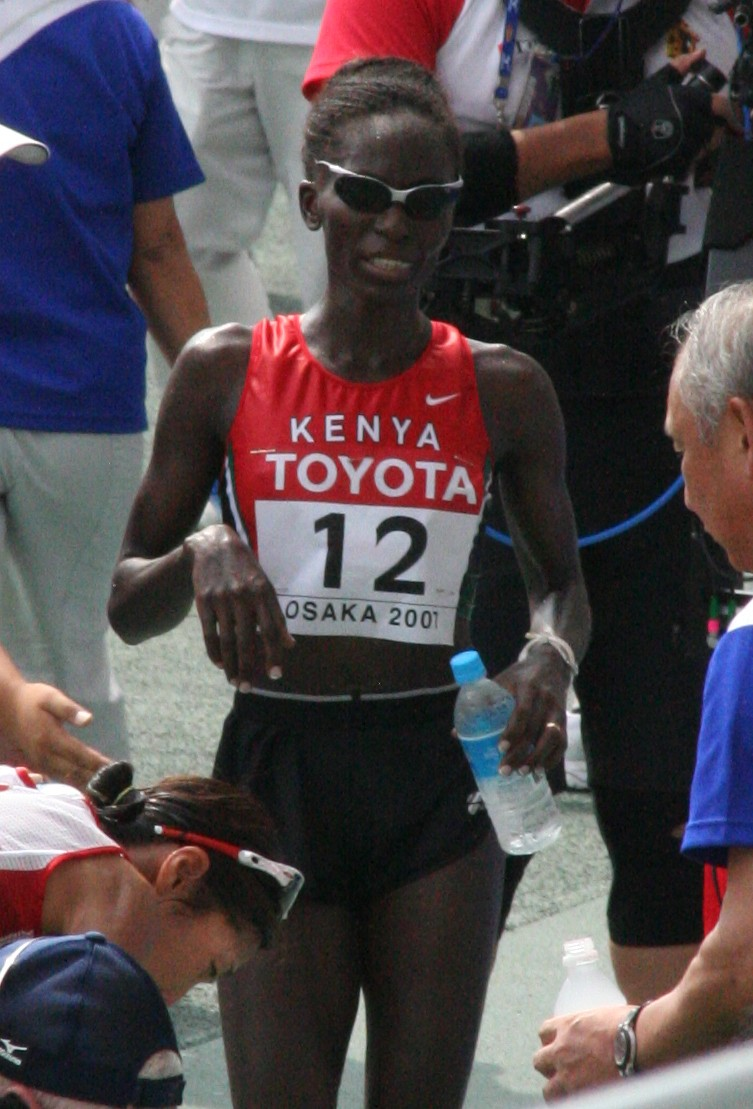
Catherine Ndereba errang die Silbermedaille

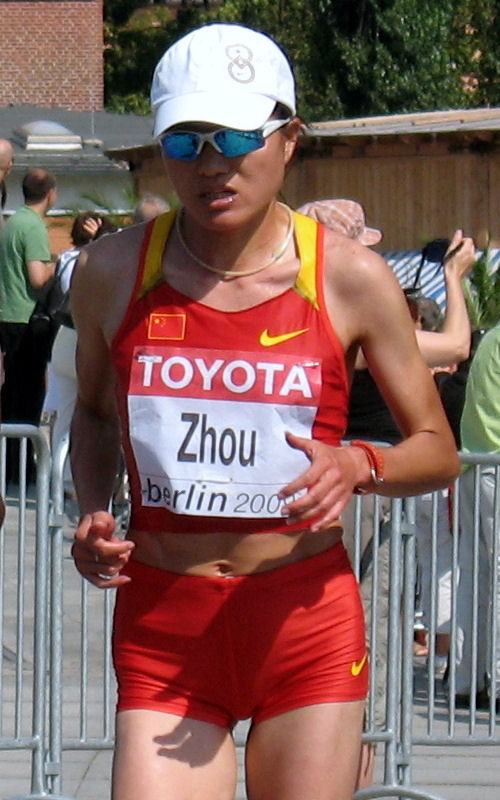
Bronzemedaillengewinner Zhou Chunxiu

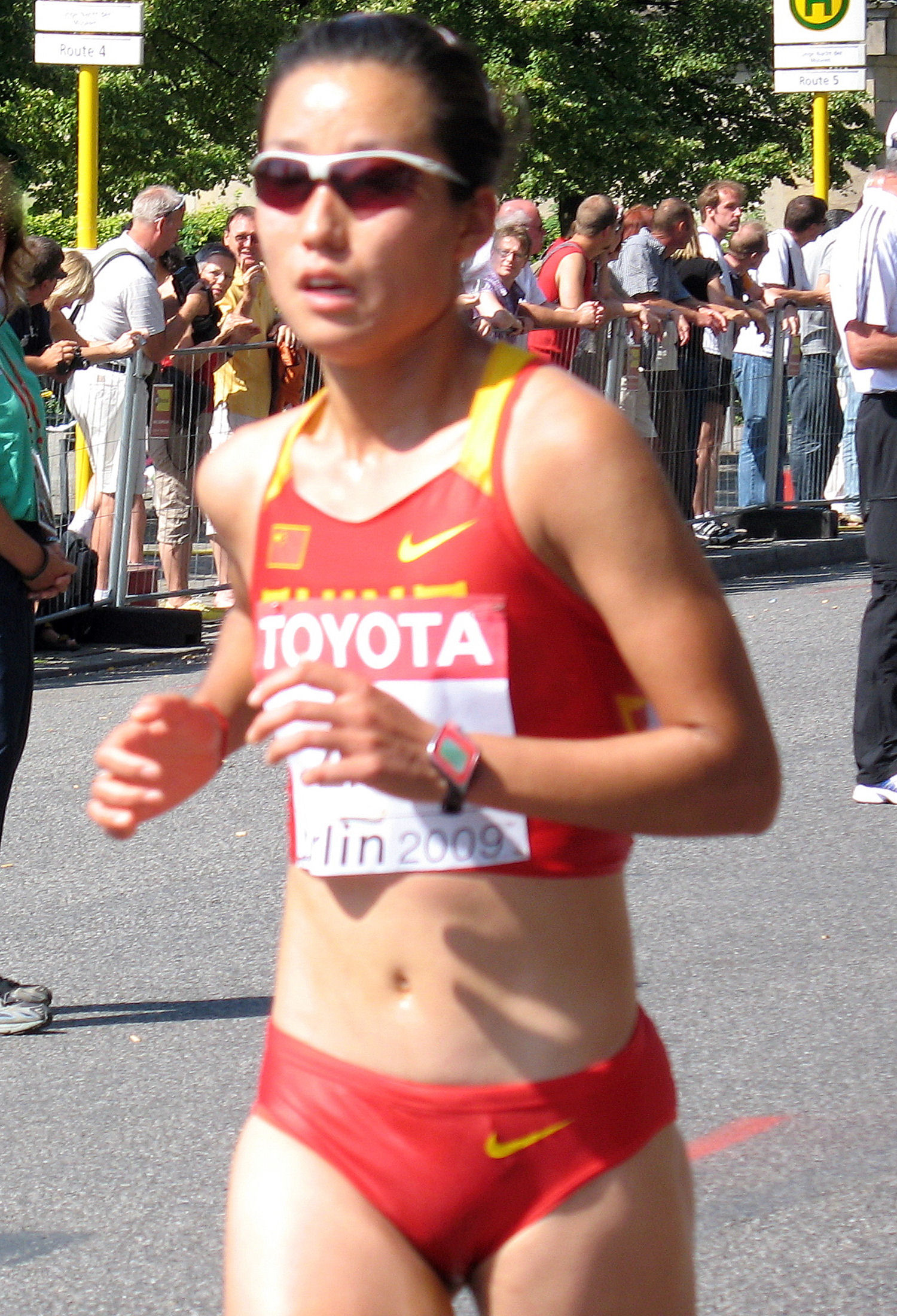
Die Olympiavierte Zhu Xiaolin

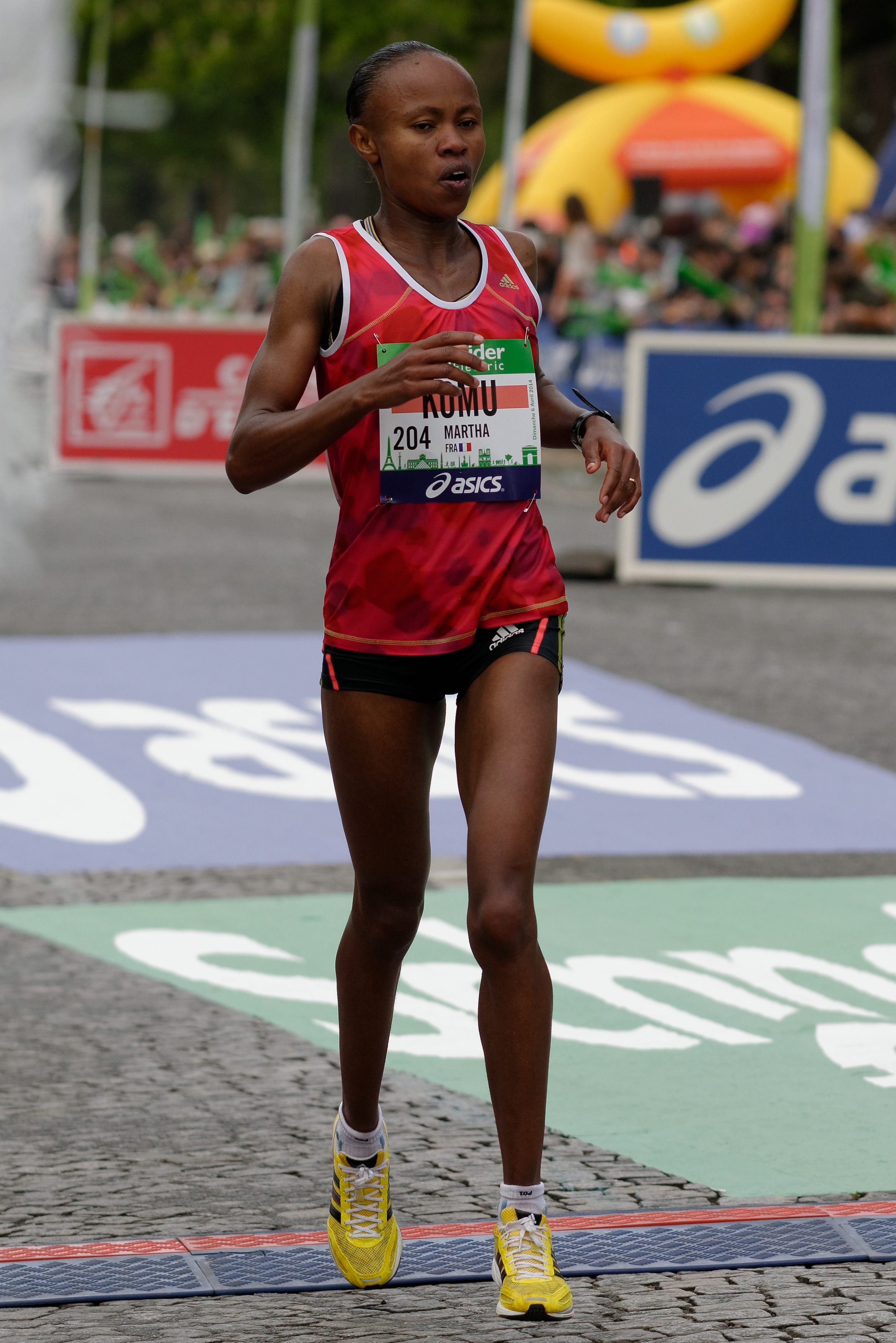
Martha Komu – Rang fünf

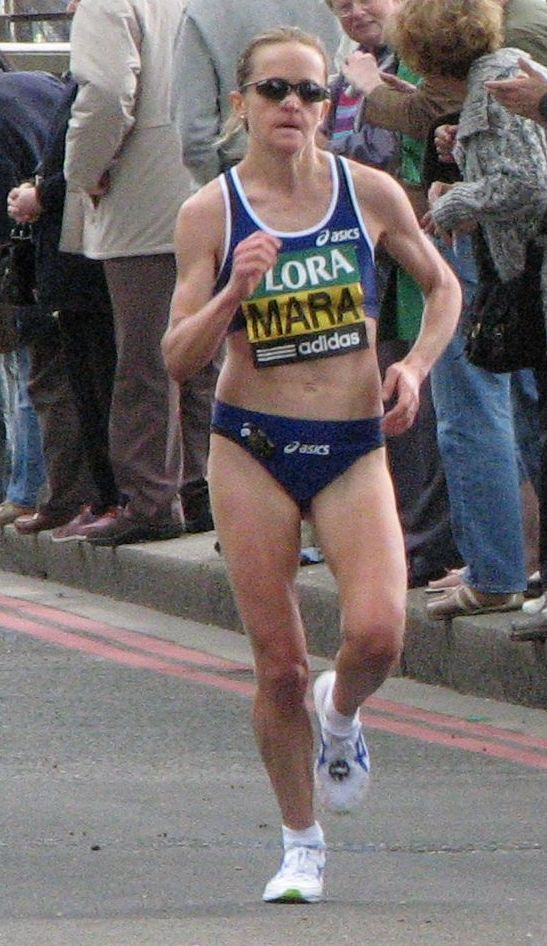
Die sechstplatzierte Mara Yamauchi

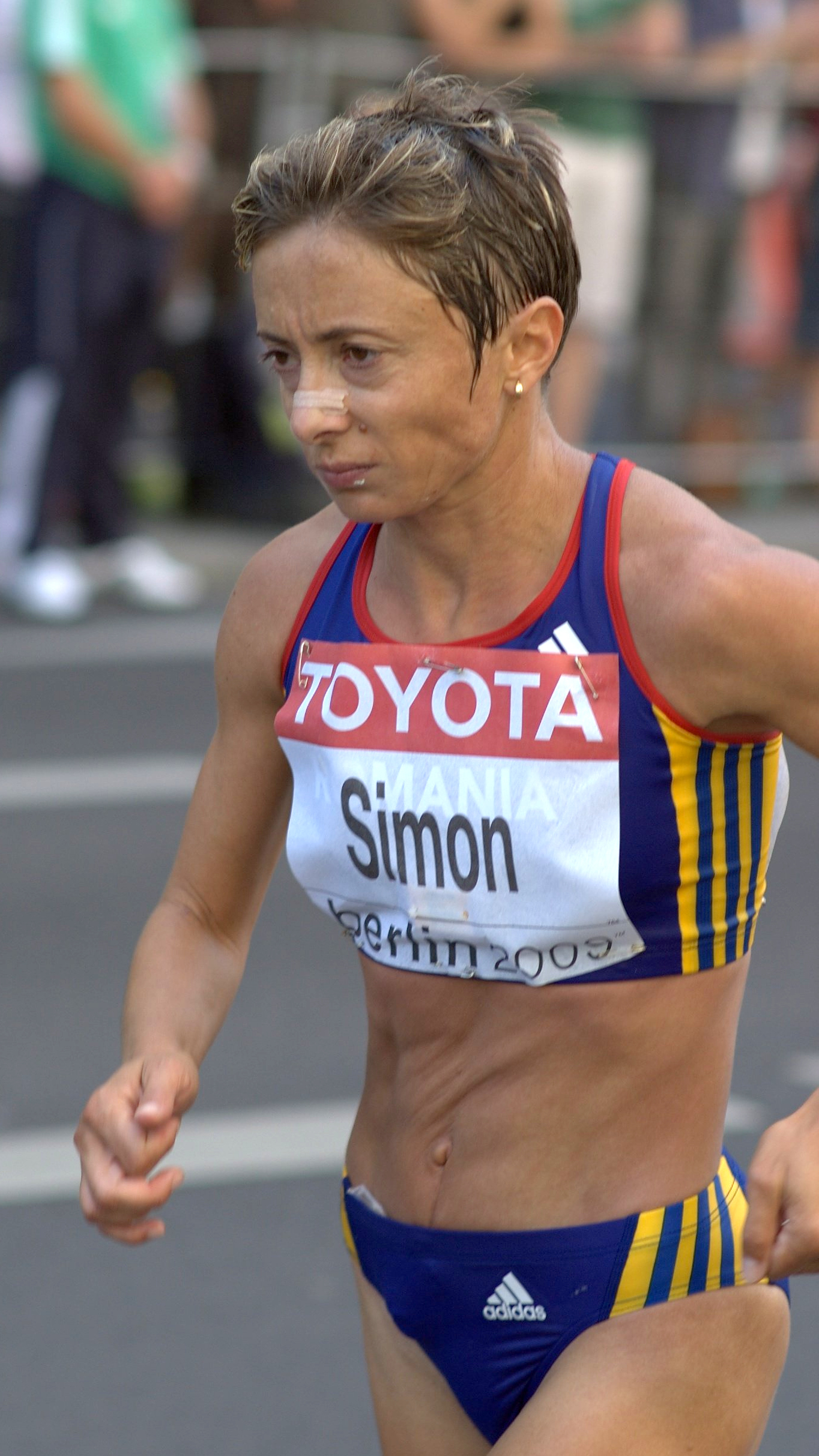
Lidia Șimon erreichte den achten Platz

17. August 2008, 7:30 Uhr
| Zwischenzeiten      | Zwischenzeiten | Zwischenzeiten                                                  | Zwischenzeiten |
| Zwischenzeit- Marke | Zwischenzeit   | Führende                                                        | 5-km-Zeit      |
| ------------------- | -------------- | --------------------------------------------------------------- | -------------- |
| 5 km                | 18:24 min      | Liz Yelling mit großer Gruppe                                   | 18:24 min      |
| 10 km               | 36:10 min      | Liz Yelling mit großer Gruppe                                   | 17:46 min      |
| 15 km               | 53:52 min      | Souad Aït Salem mit großer Gruppe                               | 17:42 min      |
| 20 km               | 1:11:27 h00    | Constantina Diță-Tomescu mit großer Gruppe                      | 17:35 min      |
| 25 km               | 1:28:16 h00    | Constantina Diță-Tomescu 34 s vor größerer Verfolgergruppe      | 16:49 min      |
| 30 km               | 1:45:04 h00    | Constantina Diță-Tomescu 57 s vor größerer Verfolgergruppe      | 16:48 min      |
| 35 km               | 2:02:00 h00    | Constantina Diță-Tomescu 1:10 min vor 8köpfiger Verfolgergruppe | 16:56 min      |
| 40 km               | 2:19:07 h00    | Constantina Diță-Tomescu 1:00 min vor 4köpfiger Verfolgergruppe | 17:07 min      |

| Platz | Athletin                 | Land                    | Zeit (h) | Anmerkung |
| ----- | ------------------------ | ----------------------- | -------- | --------- |
|       | Constantina Diță-Tomescu | Rumänien                | 2:26:44  |           |
|       | Catherine Ndereba        | Kenia                   | 2:27:06  |           |
|       | Zhou Chunxiu             | Volksrepublik China     | 2:27:07  |           |
| 04    | Zhu Xiaolin              | Volksrepublik China     | 2:27:16  |           |
| 05    | Martha Komu              | Kenia                   | 2:27:23  |           |
| 06    | Mara Yamauchi            | Großbritannien          | 2:27:29  |           |
| 07    | Irina Timofejewa         | Russland                | 2:27:31  |           |
| 08    | Lidia Șimon              | Rumänien                | 2:27:51  |           |
| 09    | Souad Aït Salem          | Algerien                | 2:28:29  |           |
| 10    | Salina Jebet Kosgei      | Kenia                   | 2:29:28  |           |
| 11    | Živilė Balčiūnaitė       | Litauen                 | 2:29:33  |           |
| 12    | Kim Kum-ok               | Nordkorea               | 2:30:01  |           |
| 13    | Yurika Nakamura          | Japan                   | 2:30:19  |           |
| 14    | Anna Incerti             | Italien                 | 2:30:55  | PB        |
| 15    | Dire Tune                | Äthiopien               | 2:31:16  |           |
| 16    | Nina Rillstone           | Neuseeland              | 2:31:16  |           |
| 17    | Bruna Genovese           | Italien                 | 2:31:31  |           |
| 18    | Luminița Talpoș          | Rumänien                | 2:31:41  |           |
| 19    | Madaí Pérez              | Mexiko                  | 2:31:47  |           |
| 20    | Christelle Daunay        | Frankreich              | 2:31:48  |           |
| 21    | Benita Johnson           | Australien              | 2:32:06  |           |
| 22    | Swetlana Sacharowa       | Russland                | 2:32:16  |           |
| 23    | Paula Radcliffe          | Großbritannien          | 2:32:38  |           |
| 24    | Monika Drybulska         | Polen                   | 2:32:39  |           |
| 25    | Lee Eun-jung             | Südkorea                | 2:33:07  |           |
| 26    | Liz Yelling              | Großbritannien          | 2:33:12  |           |
| 27    | Blake Russell            | USA                     | 2:33:13  |           |
| 28    | Beata Naigambo           | Namibia                 | 2:33:29  |           |
| 29    | Vincenza Sicari          | Italien                 | 2:33:31  |           |
| 30    | Dorota Gruca             | Polen                   | 2:33:32  |           |
| 31    | Tetjana Filonjuk         | Ukraine                 | 2:33:35  |           |
| 32    | Marisa Barros            | Portugal                | 2:34:08  |           |
| 33    | Lisa Jane Weightman      | Australien              | 2:34:16  |           |
| 34    | Kirsten Melkevik Otterbu | Norwegen                | 2:34:35  |           |
| 35    | Liza Hunter-Galvan       | Neuseeland              | 2:34:51  |           |
| 36    | Jong Yong-ok             | Nordkorea               | 2:34:52  |           |
| 37    | Rasa Drazdauskaitė       | Litauen                 | 2:35:09  |           |
| 38    | Melanie Kraus            | Deutschland             | 2:35:17  |           |
| 39    | María Portillo           | Peru                    | 2:35:19  | NR        |
| 40    | Helalia Johannes         | Namibia                 | 2:35:22  |           |
| 41    | Zhang Shujing            | Volksrepublik China     | 2:35:35  |           |
| 42    | Lucia Kimani             | Bosnien und Herzegowina | 2:35:47  | NR        |
| 43    | Sandra Ruales            | Ecuador                 | 2:35:53  | PB        |
| 44    | Kate Smyth               | Australien              | 2:36:10  |           |
| 45    | Yesenia Centeno          | Spanien                 | 2:36:25  |           |
| 46    | Ana Dias                 | Portugal                | 2:36:25  |           |
| 47    | Nebiat Habtemariam       | Eritrea                 | 2:37:03  |           |
| 48    | Jo Bun-hui               | Nordkorea               | 2:37:04  |           |
| 49    | Tabitha Tsatsa           | Simbabwe                | 2:37:10  |           |
| 50    | Bahar Doğan              | Türkei                  | 2:37:12  | PB        |
| 51    | Marily dos Santos        | Brasilien               | 2:38:10  |           |
| 52    | Susanne Hahn             | Deutschland             | 2:38:31  |           |
| 53    | Chae Eun-hee             | Südkorea                | 2:38:52  |           |
| 54    | Alessandra Aguilar       | Spanien                 | 2:39:29  |           |
| 55    | Patricia Rétiz           | Mexiko                  | 2:39:34  |           |
| 56    | Lee Sun-young            | Südkorea                | 2:43:23  |           |
| 57    | Eva-Maria Gradwohl       | Österreich              | 2:44:24  |           |
| 58    | Julija Andrejewa         | Kirgisistan             | 2:44:41  |           |
| 59    | Sonia Calizaya           | Bolivien                | 2:45:53  |           |
| 60    | Eléni Dónta              | Griechenland            | 2:46:44  |           |
| 61    | Karina Pérez             | Mexiko                  | 2:47:02  |           |
| 62    | Bertha Sánchez           | Kolumbien               | 2:47:02  |           |
| 63    | Pauline Curley           | Irland                  | 2:47:16  |           |
| 64    | María José Pueyo         | Spanien                 | 2:48:01  |           |
| 65    | Petra Teveli             | Ungarn                  | 2:48:32  |           |
| 66    | Épiphanie Nyirabaramé    | Ruanda                  | 2:49:32  |           |
| 67    | Zuzana Šaríková          | Slowakei                | 2:49:39  |           |
| 68    | Gabriela Traña           | Costa Rica              | 2:53:45  |           |
| 69    | Oksana Skljarenko        | Ukraine                 | 2:55:39  |           |
| DNF   | Berhane Adere            | Äthiopien               |          |           |
| DNF   | Gete Wami                | Äthiopien               |          |           |
| DNF   | Inês Monteiro            | Portugal                |          |           |
| DNF   | Valentina Delion         | Moldau                  |          |           |
| DNF   | Reiko Tosa               | Japan                   |          |           |
| DNF   | Olivera Jevtić           | Serbien                 |          |           |
| DNF   | Galina Bogomolowa        | Russland                |          |           |
| DNF   | Mariana Dias Ximenes     | Osttimor                |          |           |
| DNF   | Beáta Rakonczai          | Ungarn                  |          |           |
| DNF   | Mamorallo Tjoka          | Lesotho                 |          |           |
| DNF   | Magdalena Lewy-Boulet    | USA                     |          |           |
| DNF   | Deena Kastor             | USA                     |          |           |
| DNS   | Nadia Ejjafini           | Bahrain                 |          |           |

### Wettbewerbsverlauf
Es herrschten nicht die befürchteten Bedingungen mit großer Hitze. Es gab leichten Regen und Temperaturen wenig über 20° Celsius. Dennoch gingen die Läuferinnen das Rennen mit einer 5-km-Durchgangszeit von 18:24 min sehr vorsichtig an. Bis zur Streckenhälfte blieb ein größeres Feld zusammen, die 5-km-Abschnitte wurden nun in ca. 17:40 min gelaufen. Dann forcierte die Rumänin Constantina Diță-Tomescu das Tempo erheblich und setzte sich ganz alleine von ihren Gegnerinnen ab. Sie baute ihren Vorsprung allmählich aus bis auf über eine Minute. Bei Kilometer 35 hatte sich eine achtköpfige Verfolgergruppe gebildet, in der die Kenianerinnen Martha Komu und Catherine Ndereba, die Chinesinnen Zhou Chunxiu und Zhu Xiaolin, die Britin Mara Yamauchi, die Russin Irina Timofejewa, die Rumänin Lidia Șimon sowie die Algerierin Souad Aït Salem liefen.
Auch auf den nächsten fünf Kilometern hielt Diță-Tomescu ihren Vorsprung, sie lief ihr gleichbleibend hohes Tempo weiter. Sechs Läuferinnen kamen bei Kilometer vierzig noch für die Medaillen hinter der Rumänin in Frage. Gemeinsam liefen noch die beiden Chinesinnen und die beiden Kenianerinnen. Mit vier Sekunden Rückstand folgten Yamauchi und Timofejewa. Auf den letzten Kilometern musste Diță-Tomescu nicht mehr alles geben. Der Abstand zu den Verfolgerinnen war groß genug und mit letztlich 22 Sekunden Vorsprung wurde Constantina Diță-Tomescu Olympiasiegerin. Im Kampf um die Silbermedaille hatten sich Ndereba und Zhou mit knapp zehn Sekunden von ihren Konkurrentinnen abgesetzt. Es gab einen regelrechten Spurt auf der Zielgeraden, den Catherine Ndereba für sich entschied. Zhou Chunxiu gewann eine Sekunde hinter ihr die Bronzemedaille vor ihrer Landsfrau Zhu Xiaolin und Martha Komu. Sechste wurde Mara Yamauchi, Irina Timofejewa belegte den siebten Rang vor Lidia Șimon.
Constantina Diță-Tomescu gewann nach Lidia Șimons Silber von 2004 die erste Goldmedaille für Rumänien im Marathonlauf und die zweite Medaille für ihr Land in dieser Disziplin.

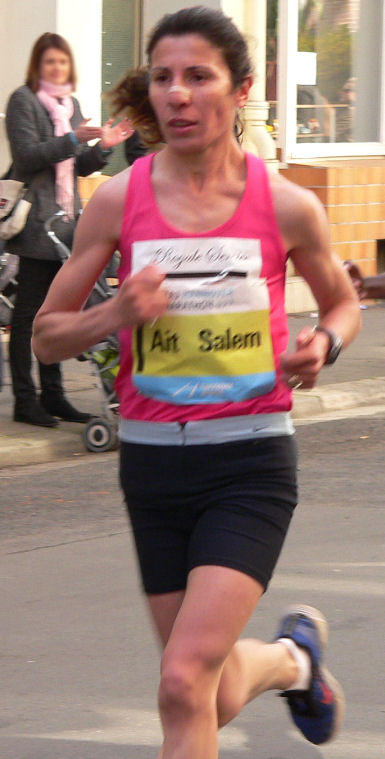
Platz neun für Souad Ali Salem
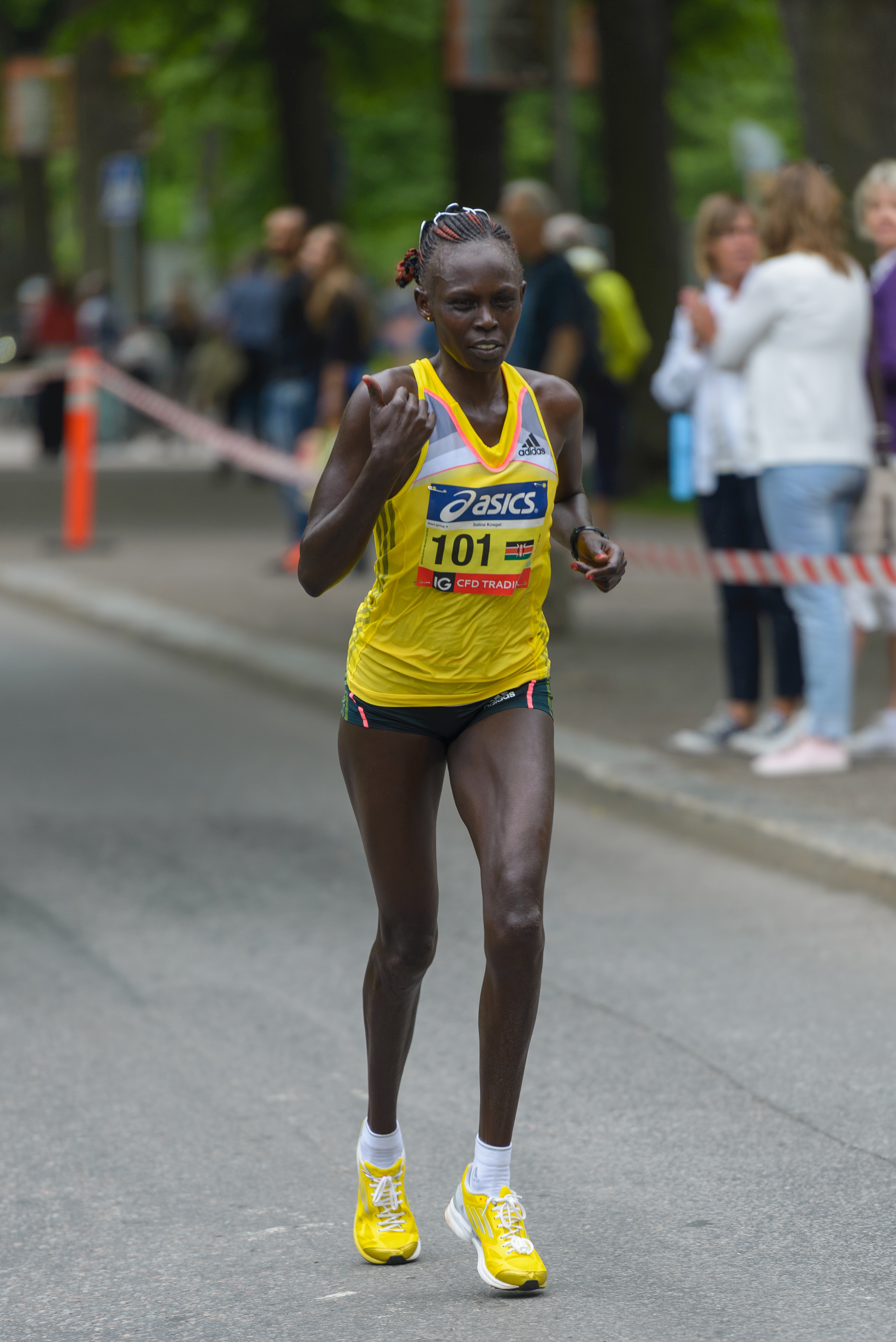
Die Olympiazehnte Salina Kosgei
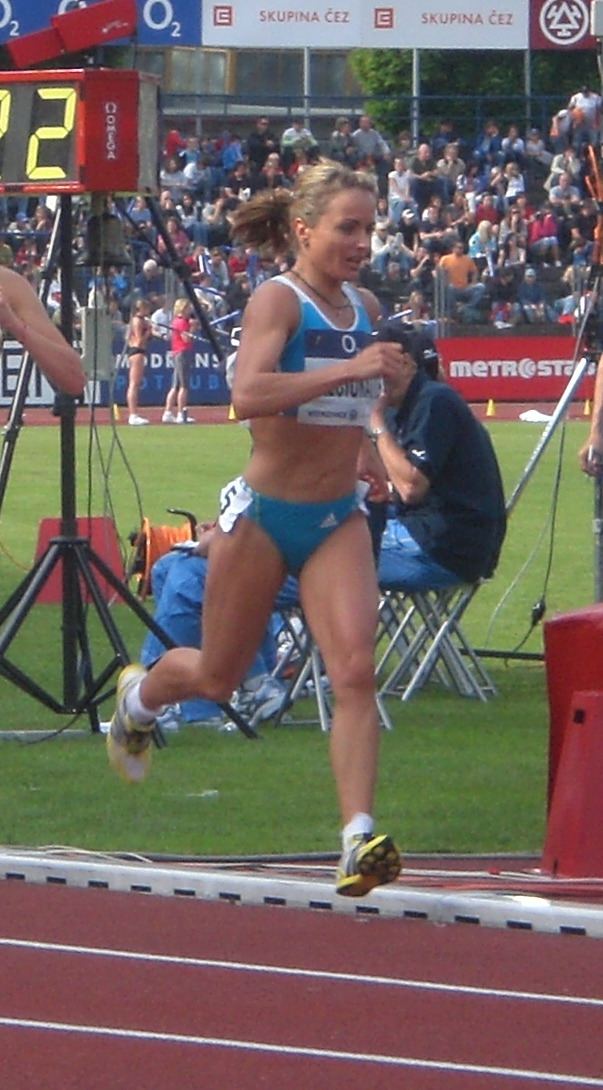
Živilė Balčiūnaitė belegte Platz elf
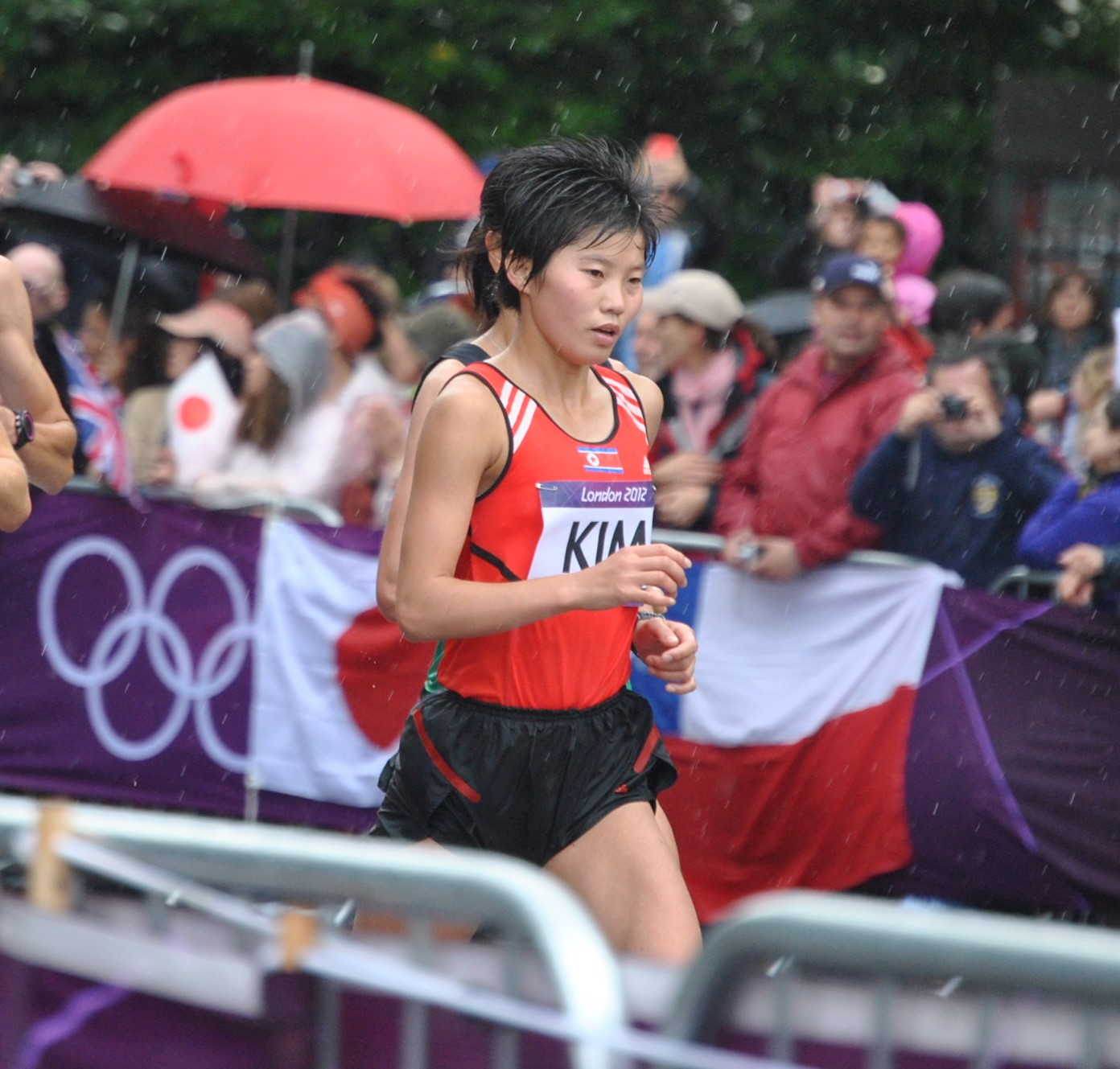
Kim Kum-ok – Rang zwölf
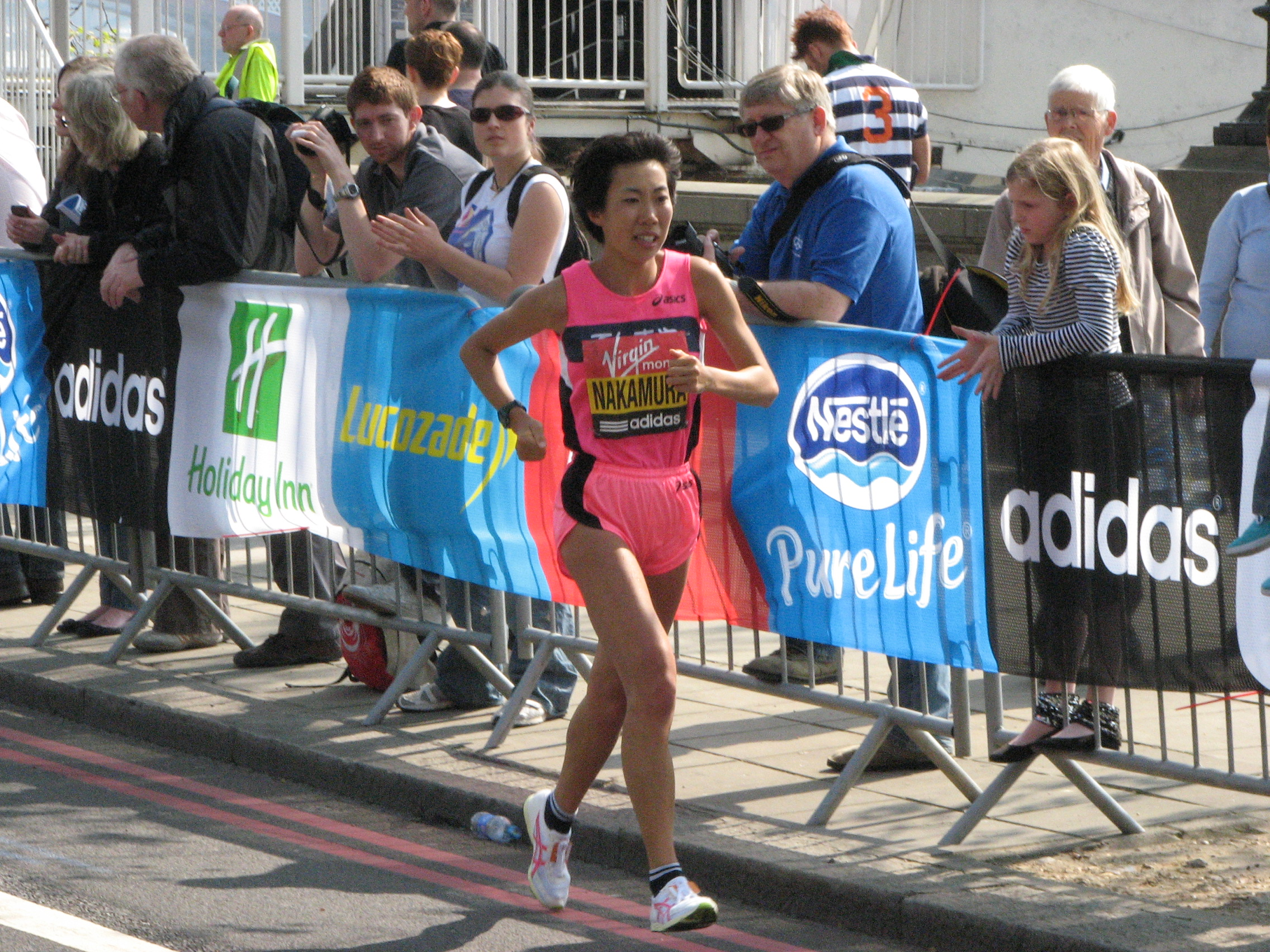
Yurika Nakamura – Rang dreizehn
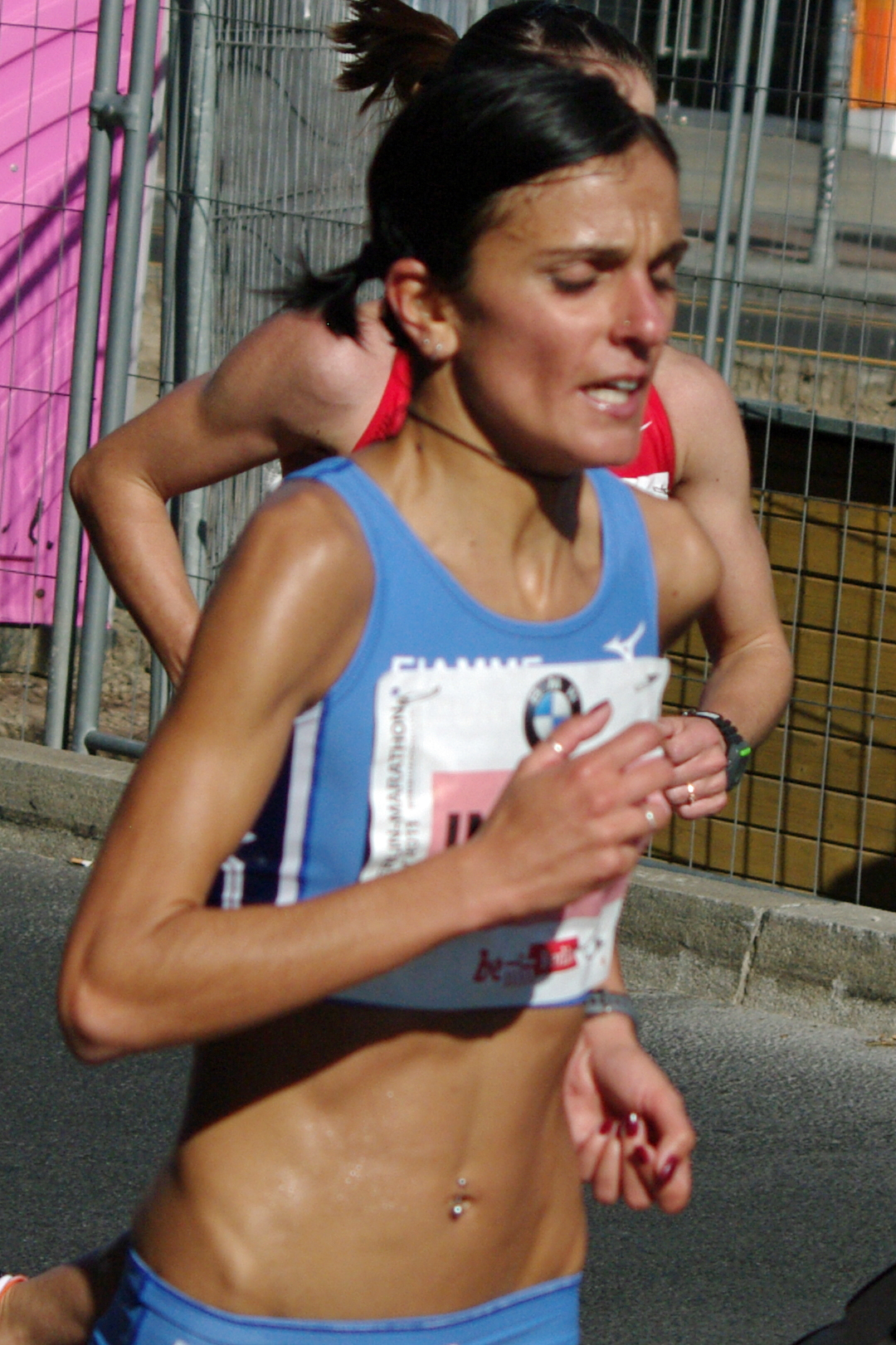
Anna Incerti wurde Vierzehnte
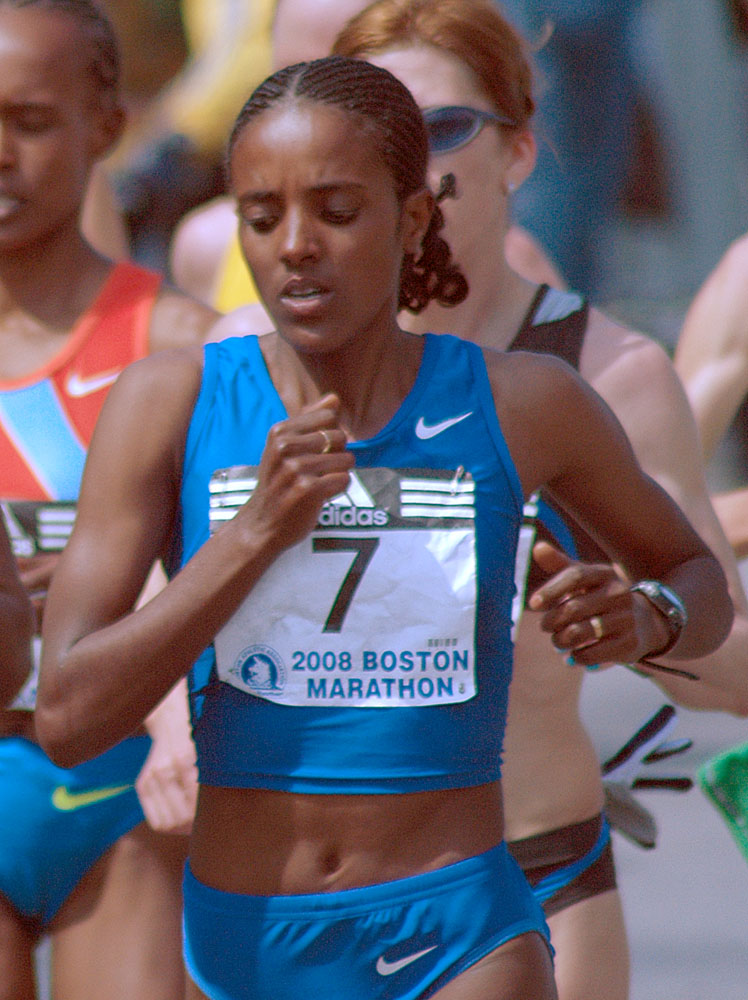
Dire Tune – Rang fünfzehn
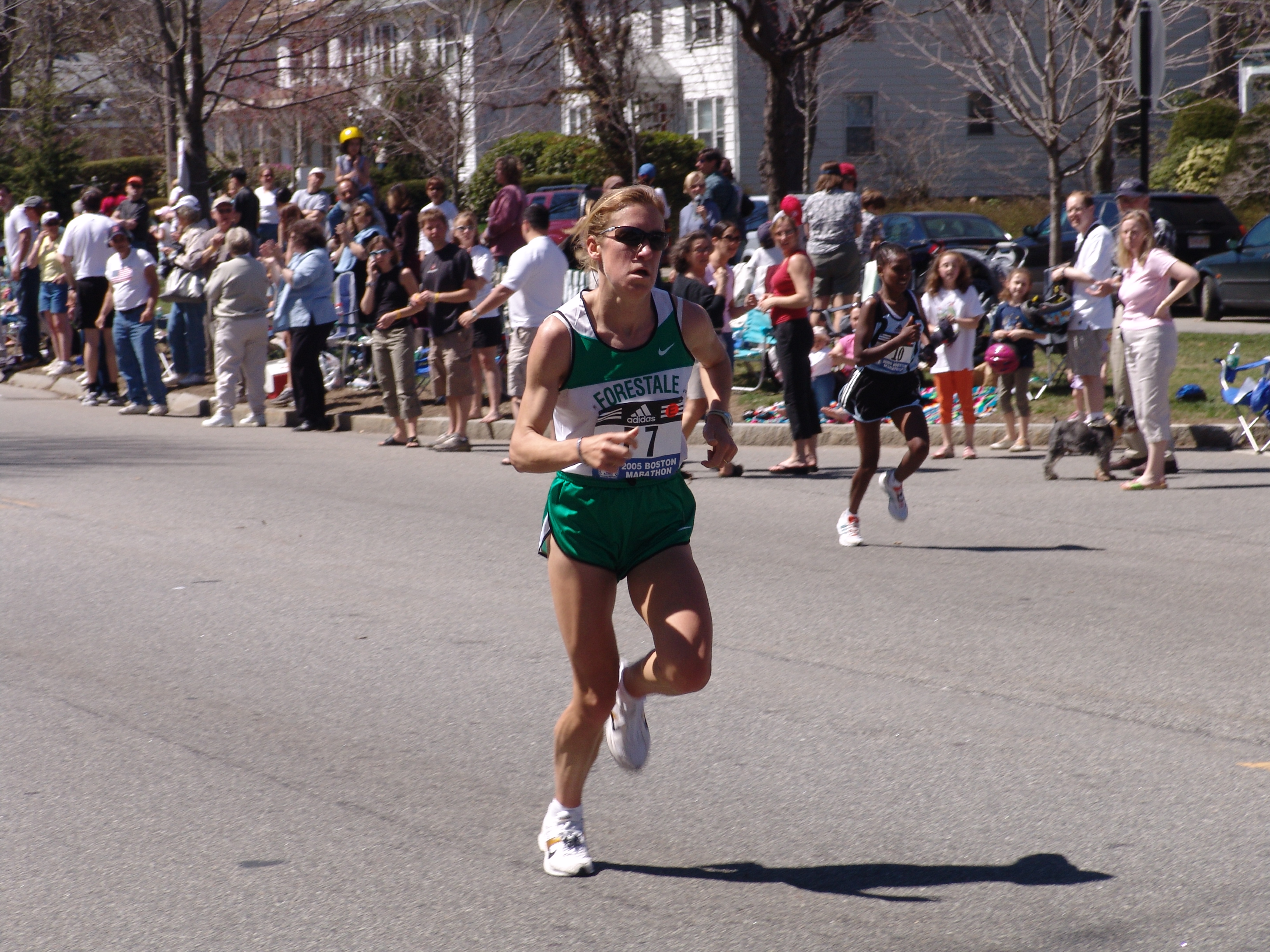
Bruna Genovese – Rang siebzehn
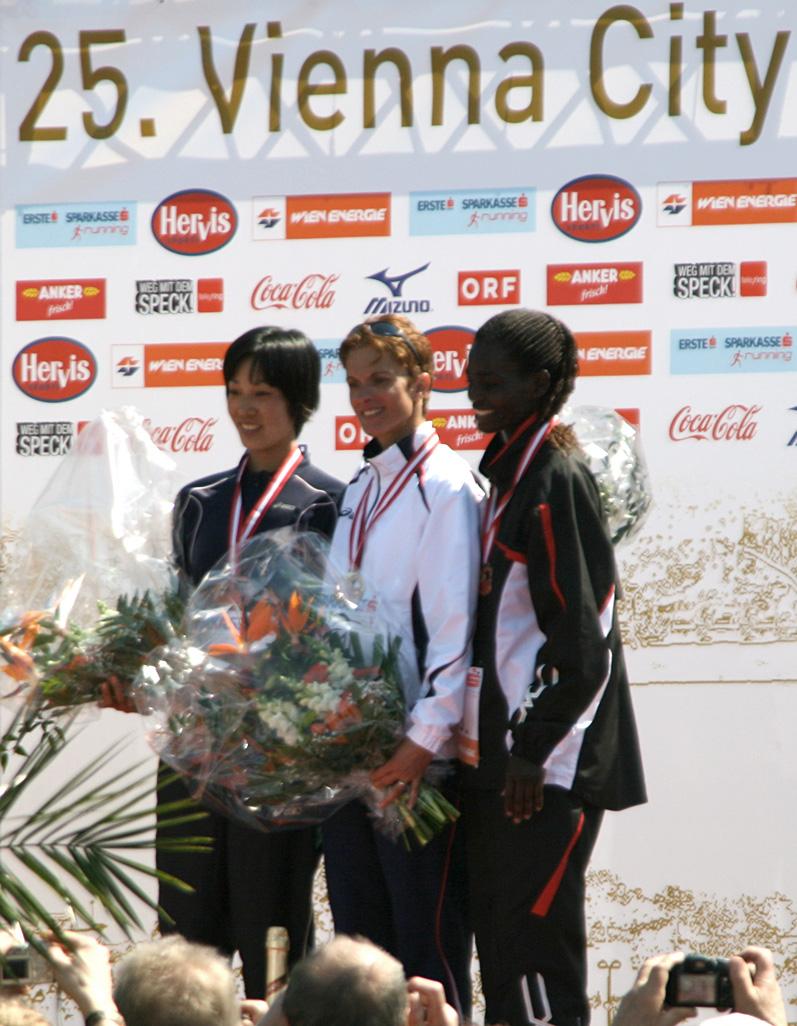
Luminița Talpoș (Mitte) – Rang achtzehn
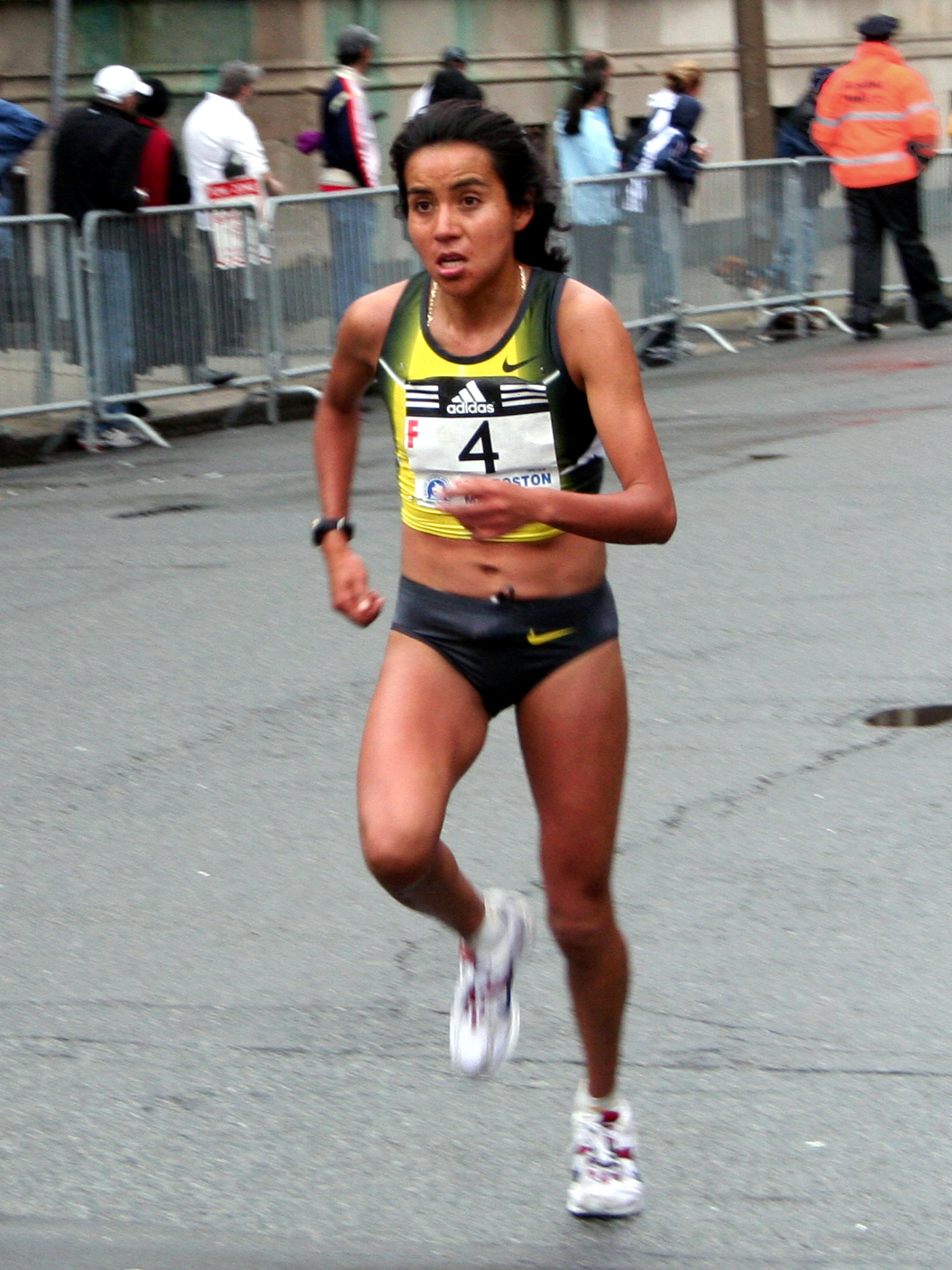
Madaí Pérez kam auf Rang neunzehn
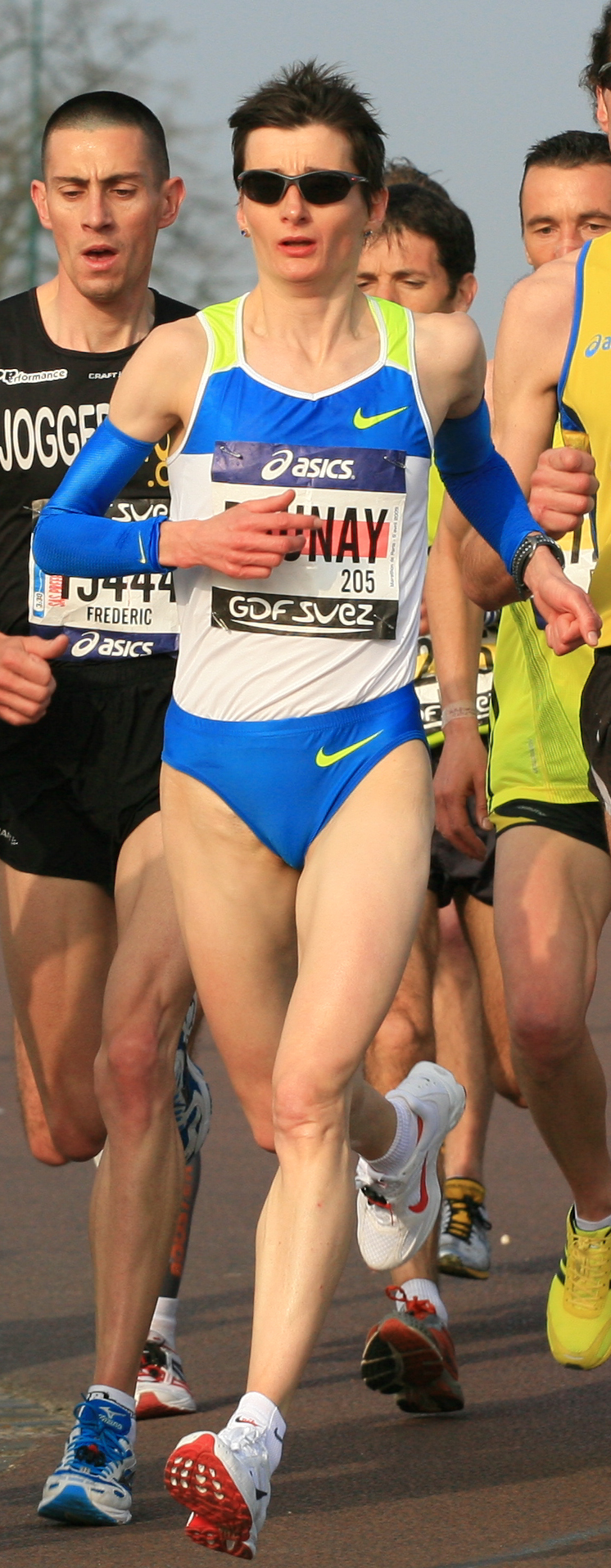
Christelle Daunay – Rang zwanzig
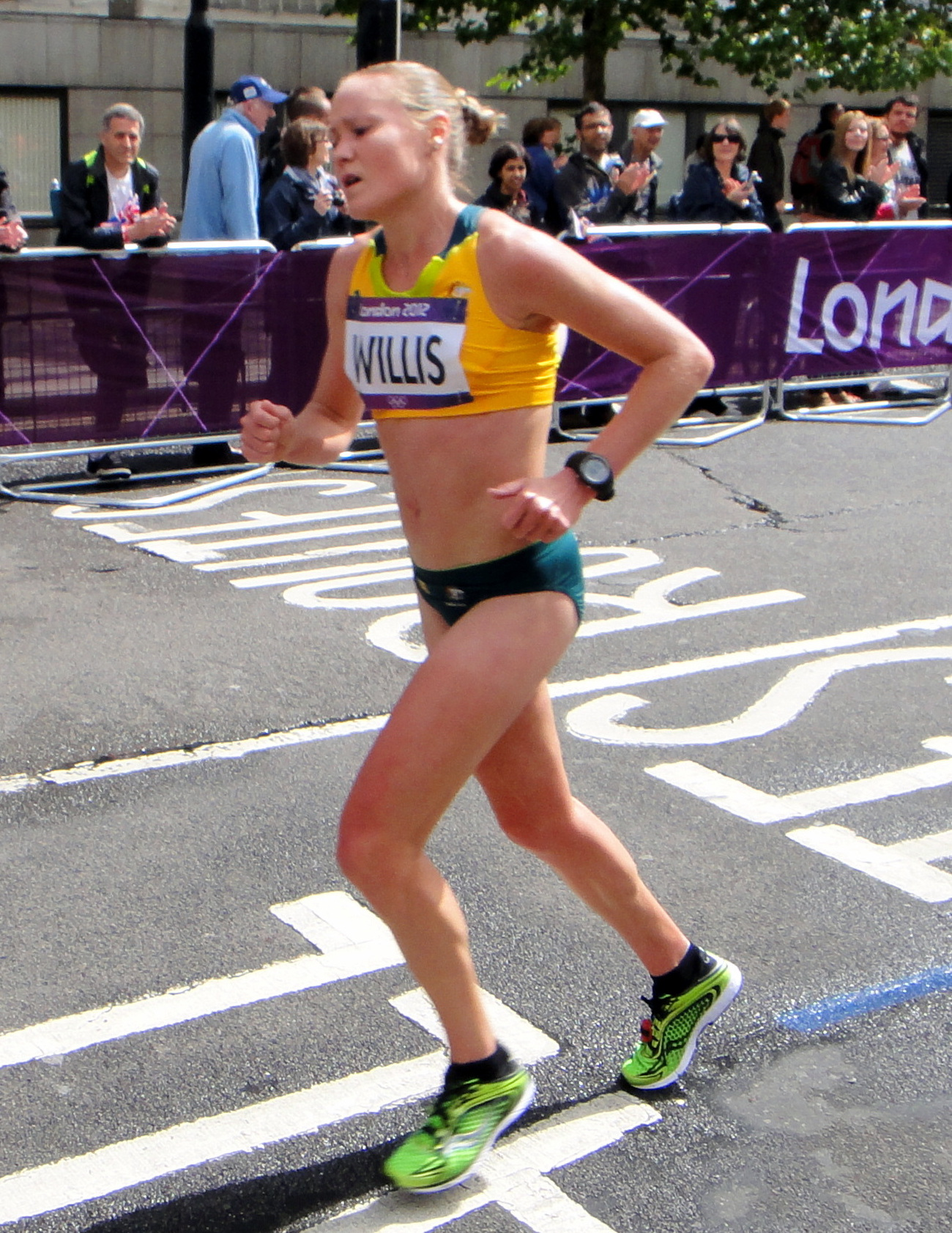
Benita Johnson – Rang 21
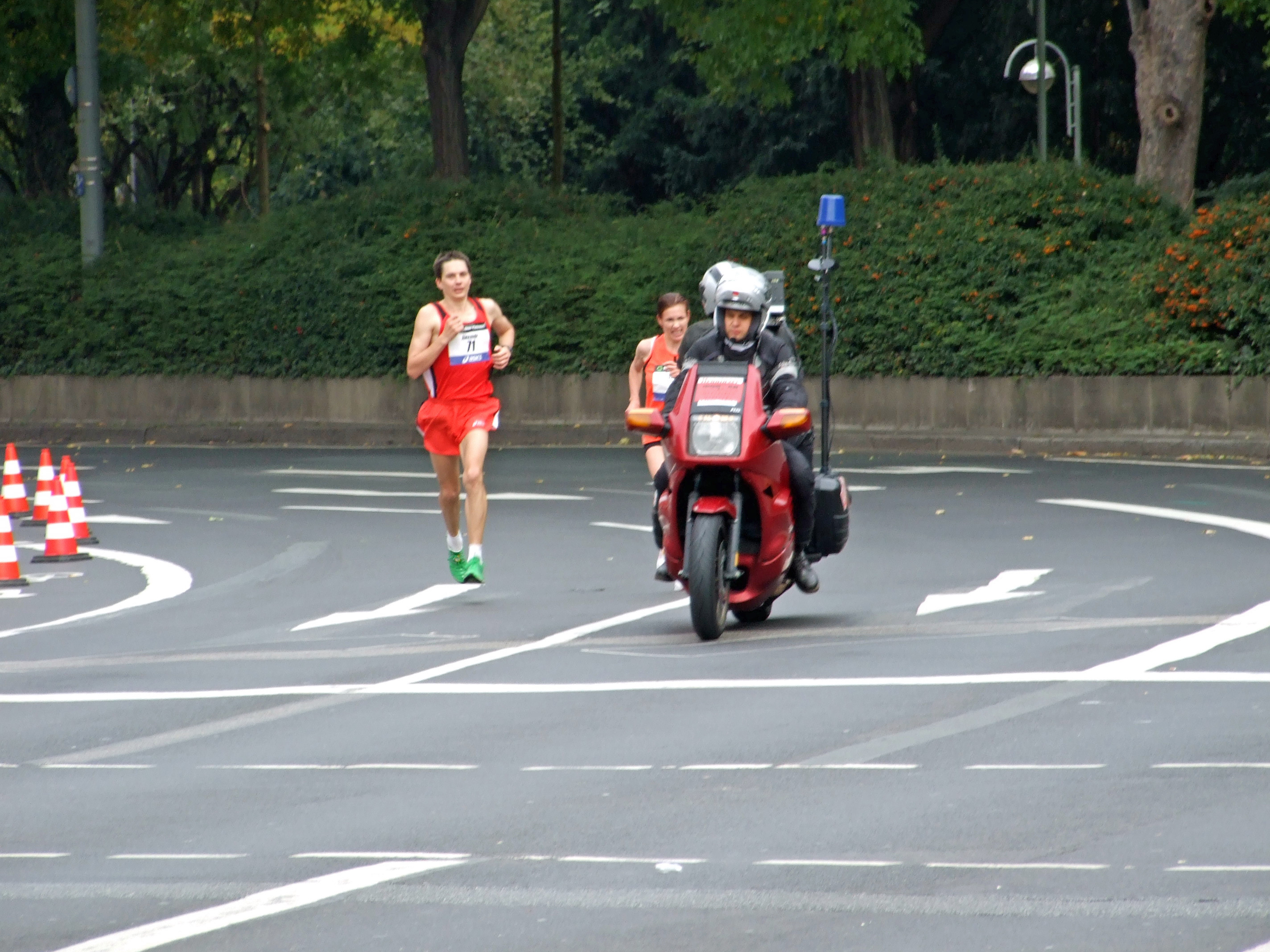
Swetlana Sacharowa – Rang 22
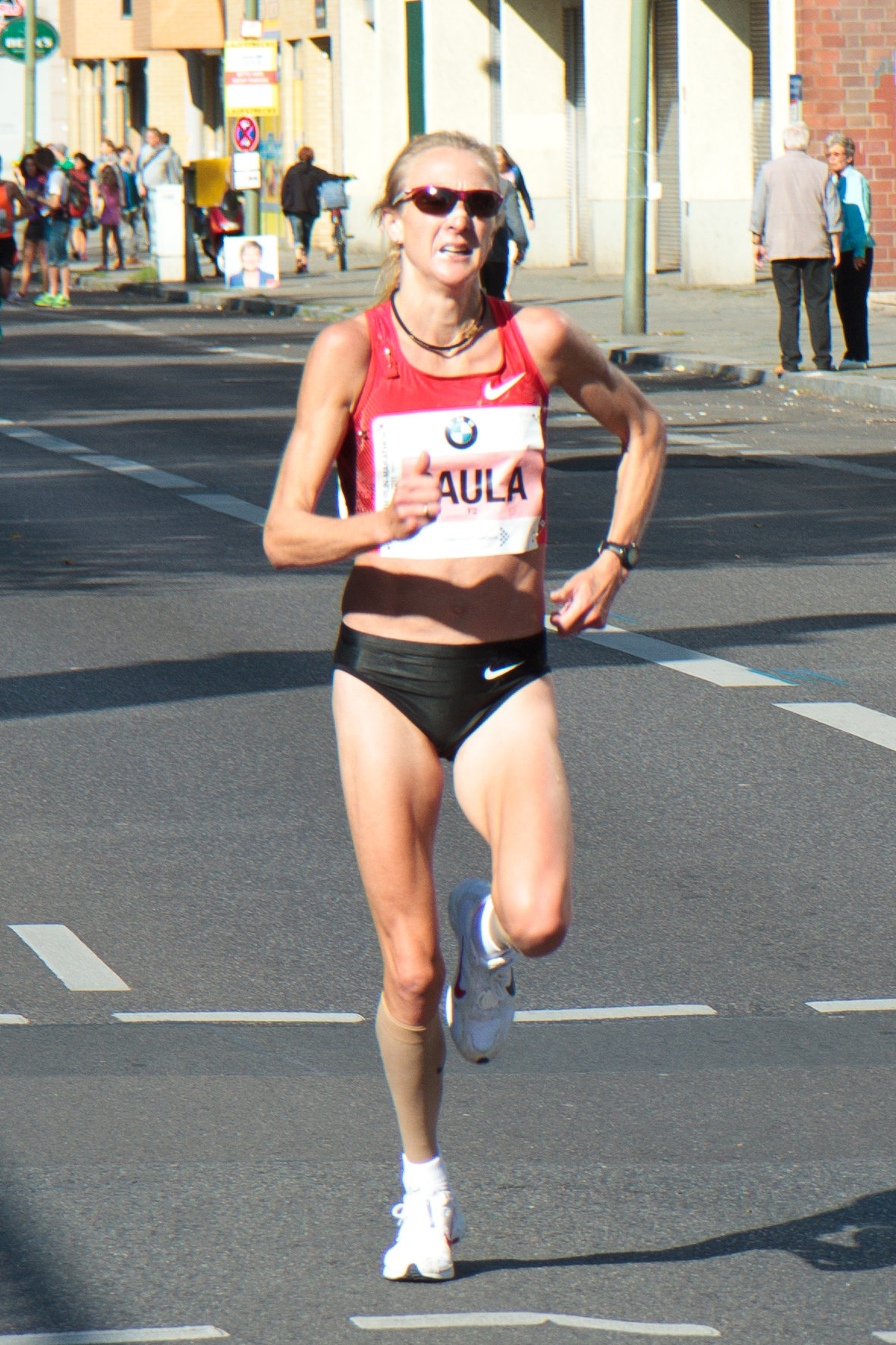
Paula Radcliffe – Rang 23
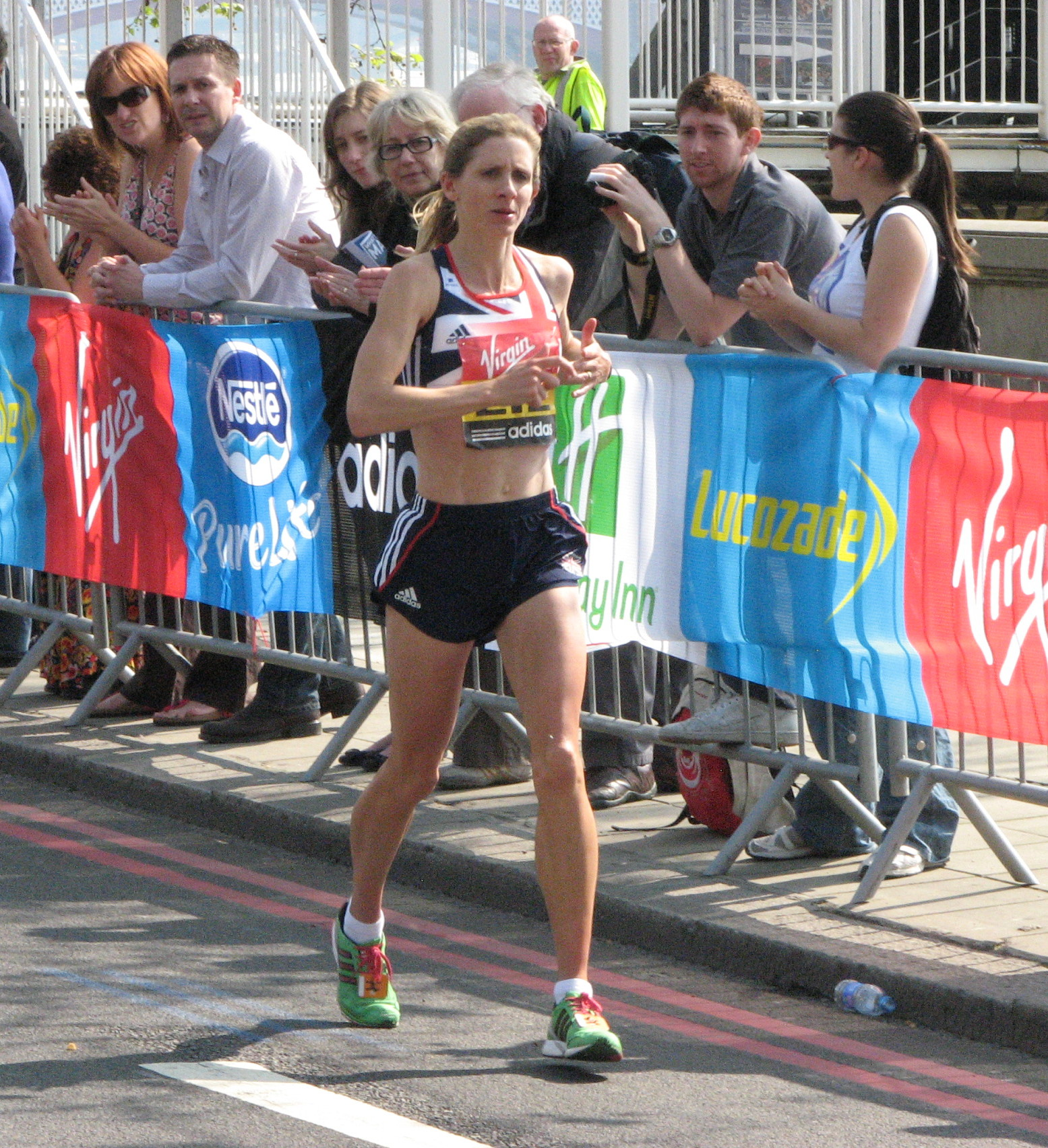
Liz Yelling – Rang 26
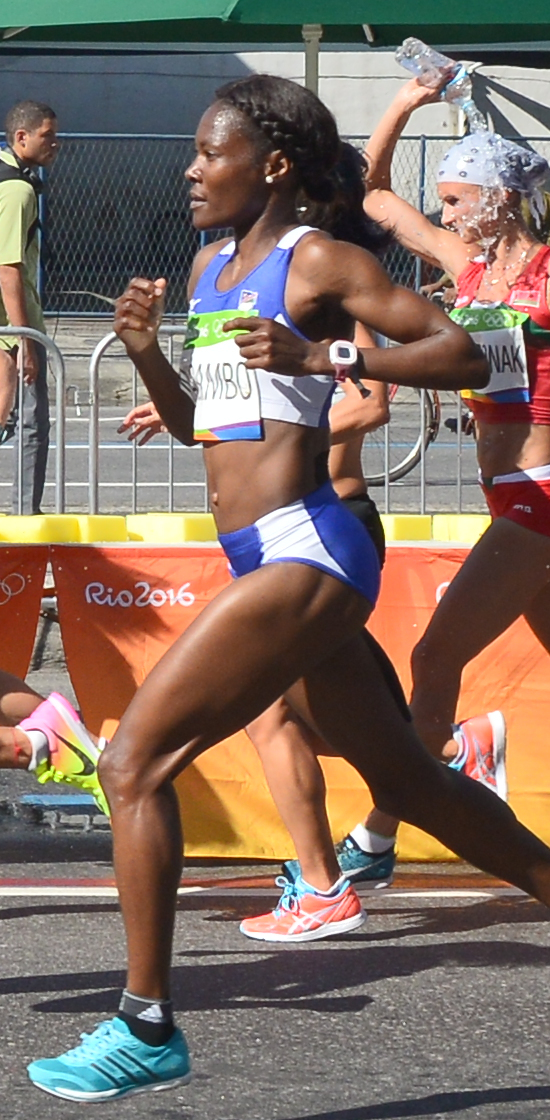
Beata Naigambo – Rang 28
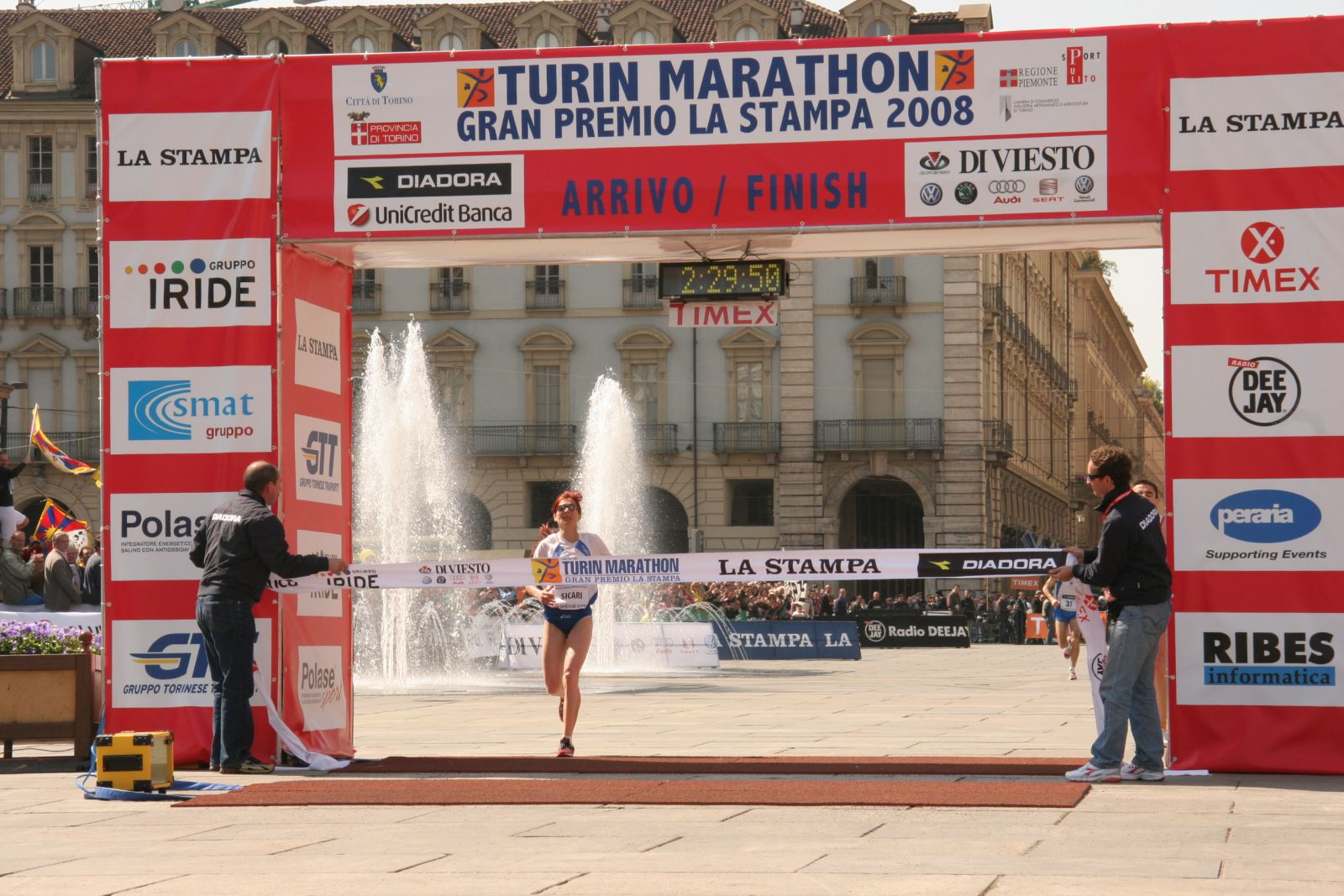
Vincenza Sicari – Rang 29
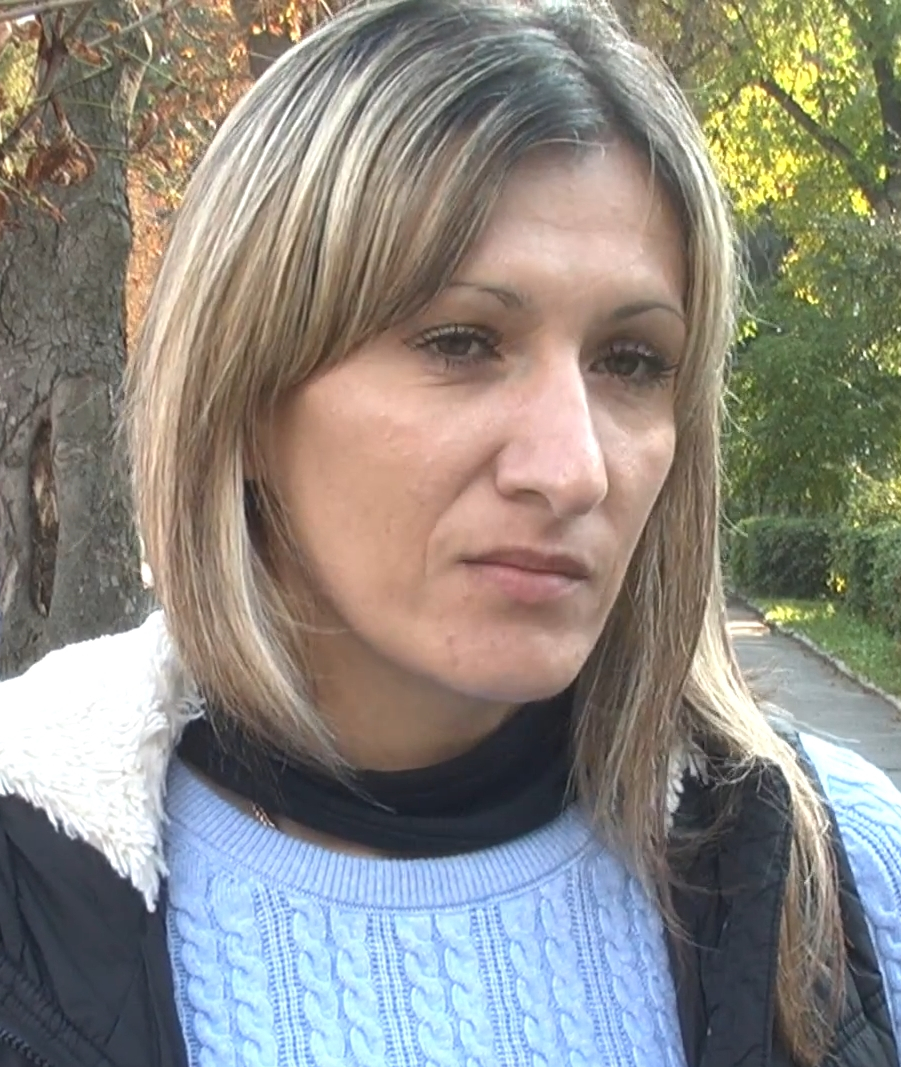
Tetjana Filonjuk – Rang 31
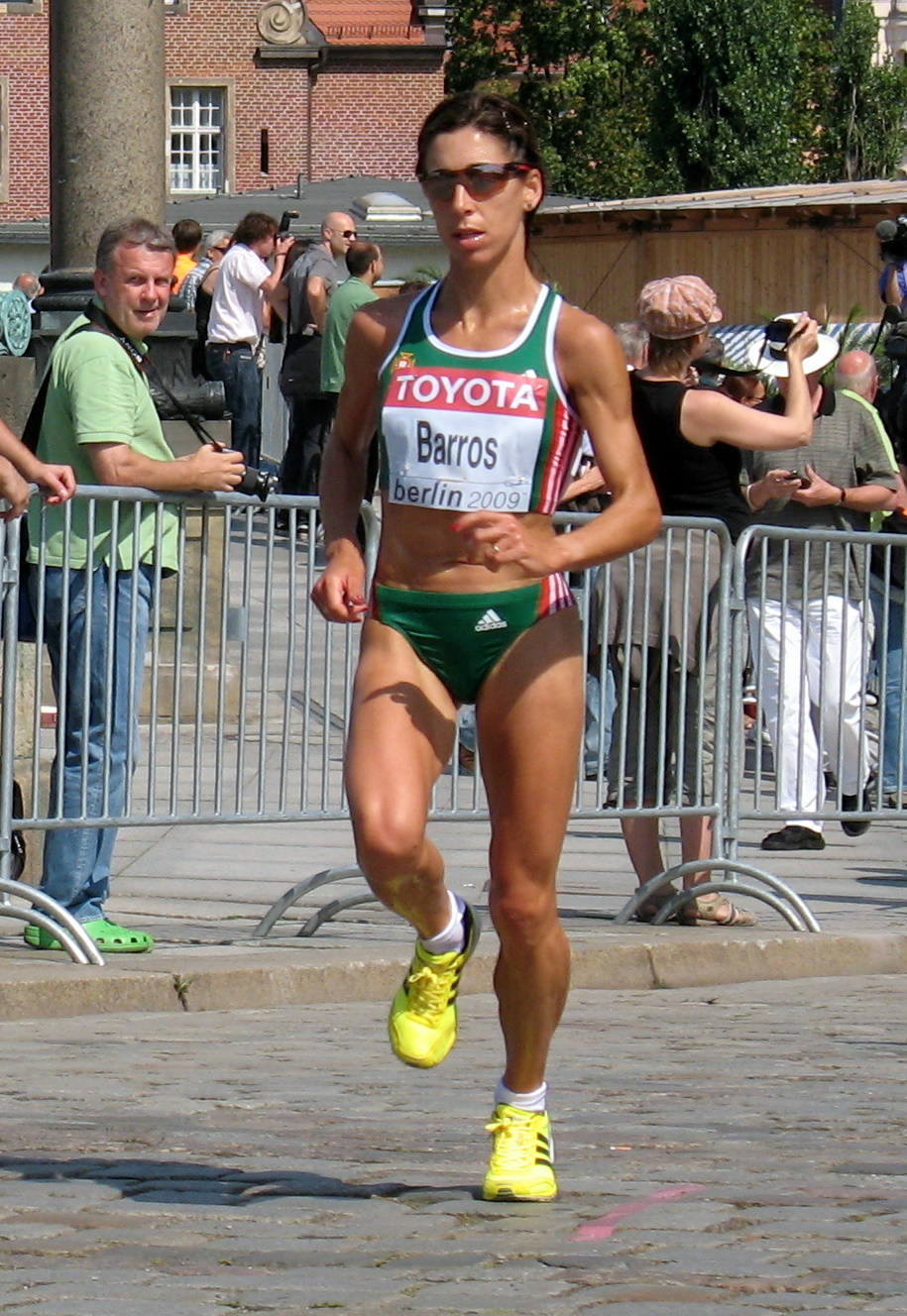
Marisa Barros – Rang 32
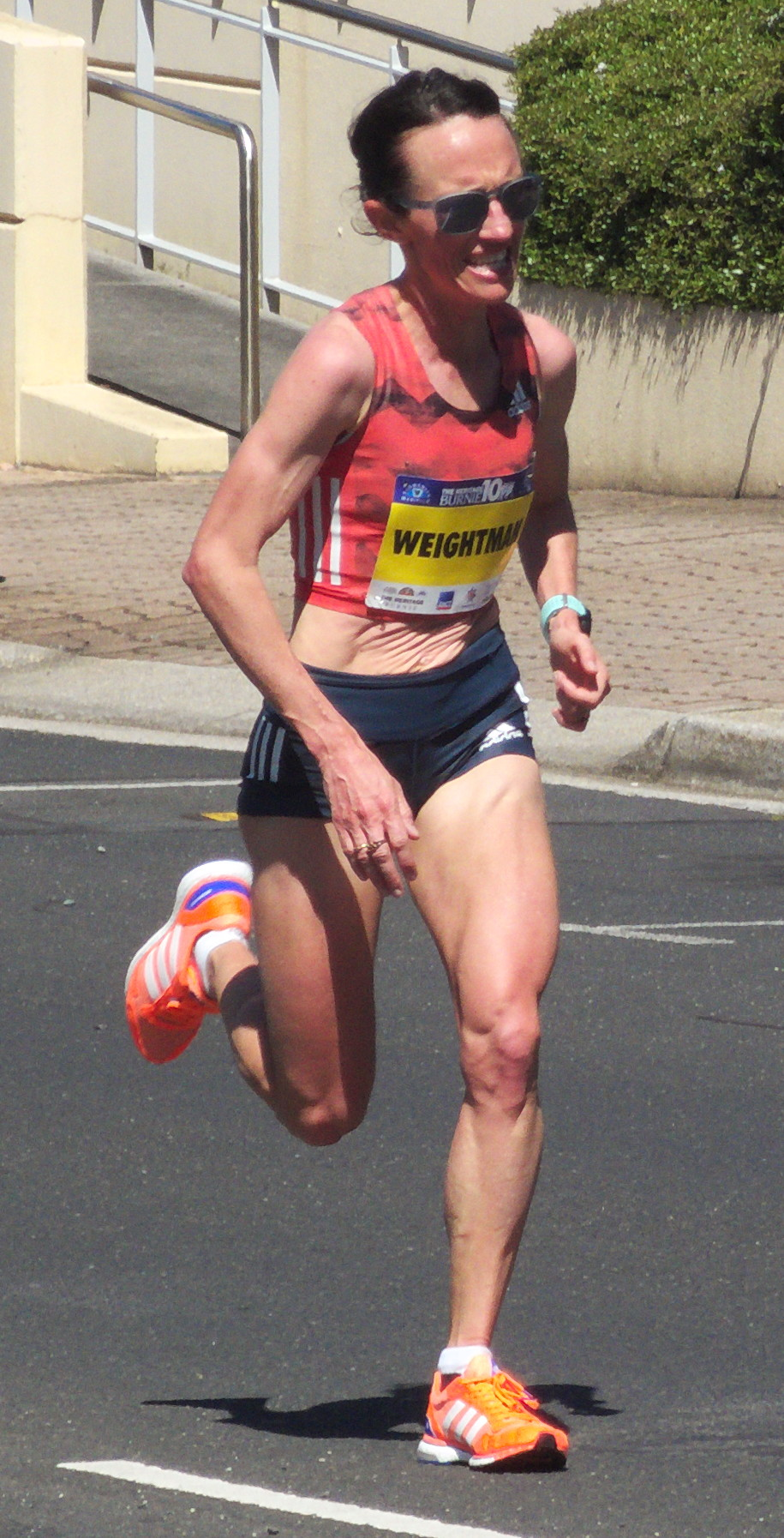
Lisa Jane Weightman – Rang 33
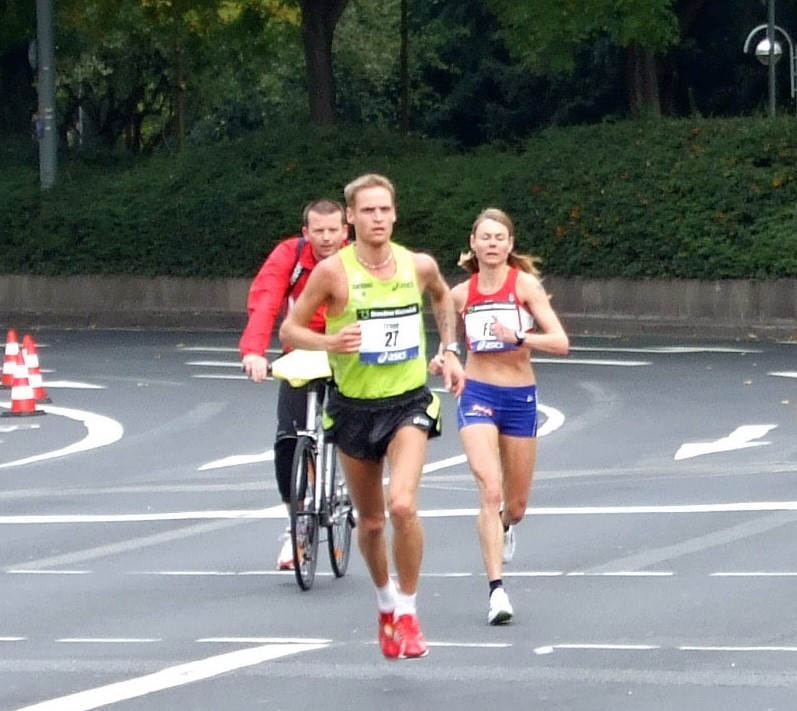
Kirsten Melkevik Otterbu – Rang 34
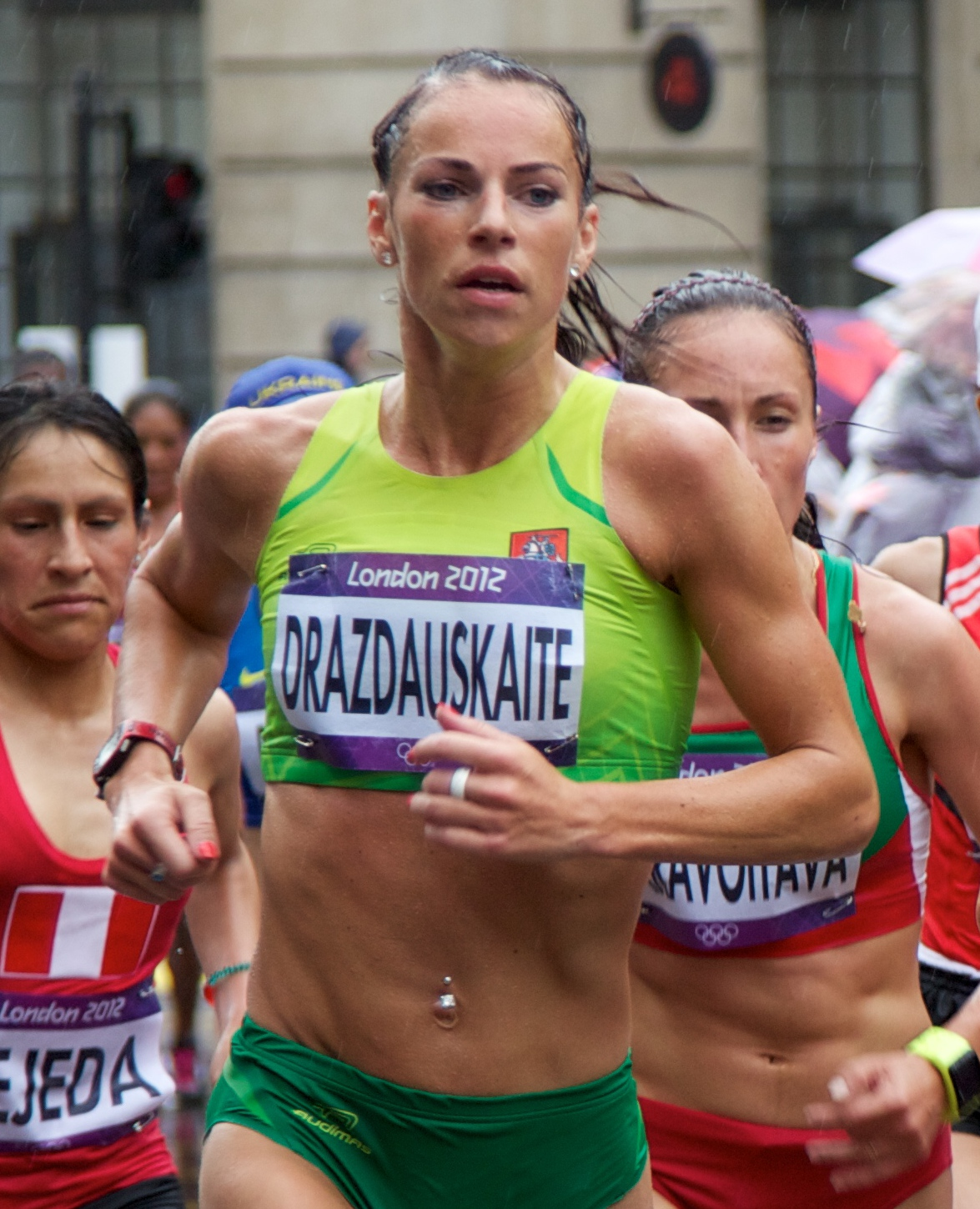
Rasa Drazdauskaitė – Rang 37
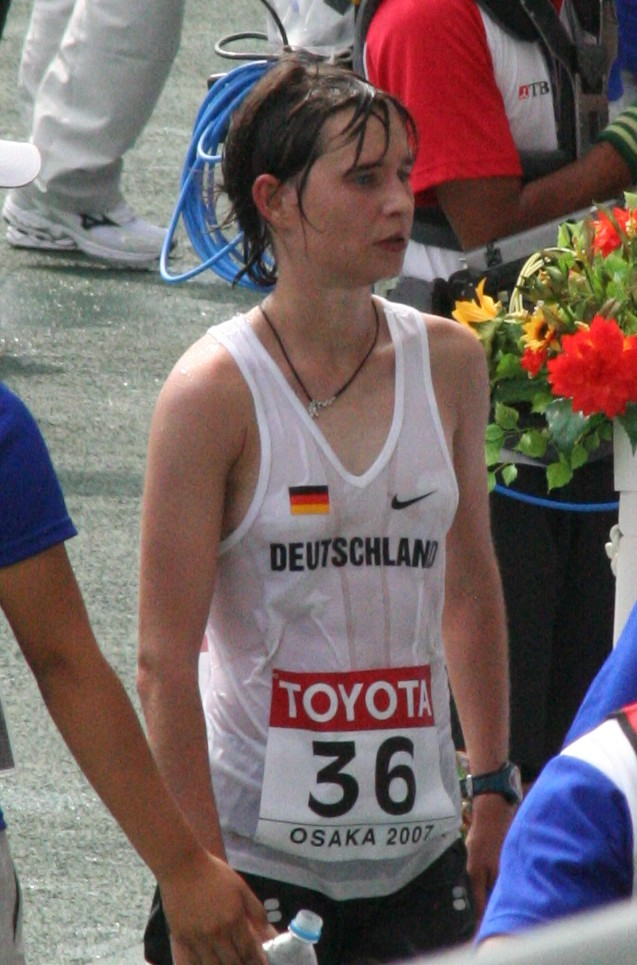
Melanie Kraus – Rang 38
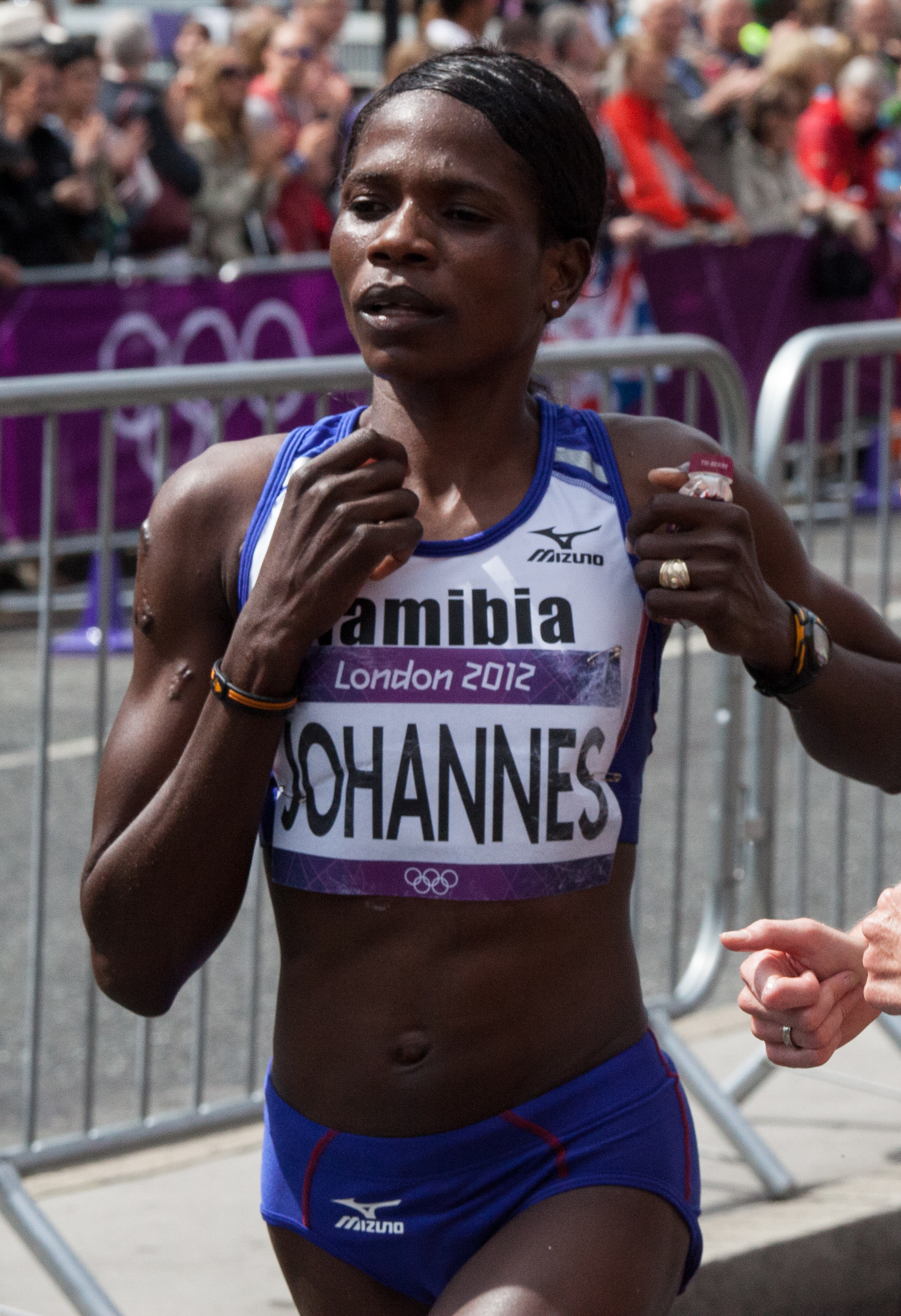
Helalia Johannes – Rang vierzig
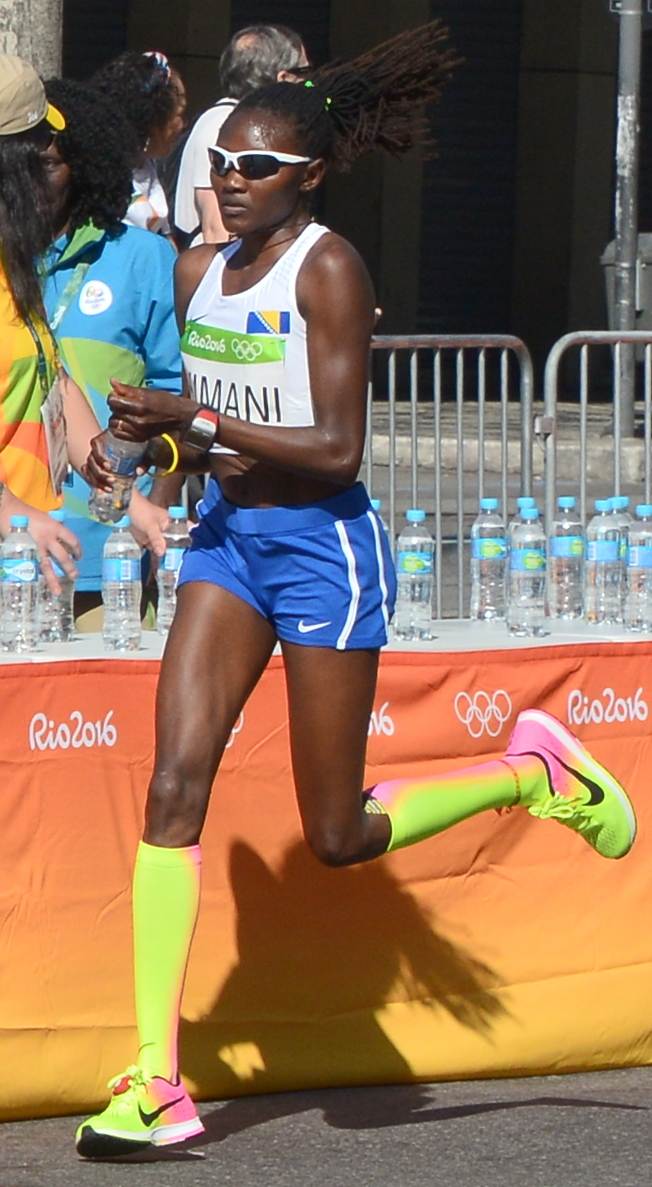
Lucia Kimani – Rang 42 mit neuem Landesrekord
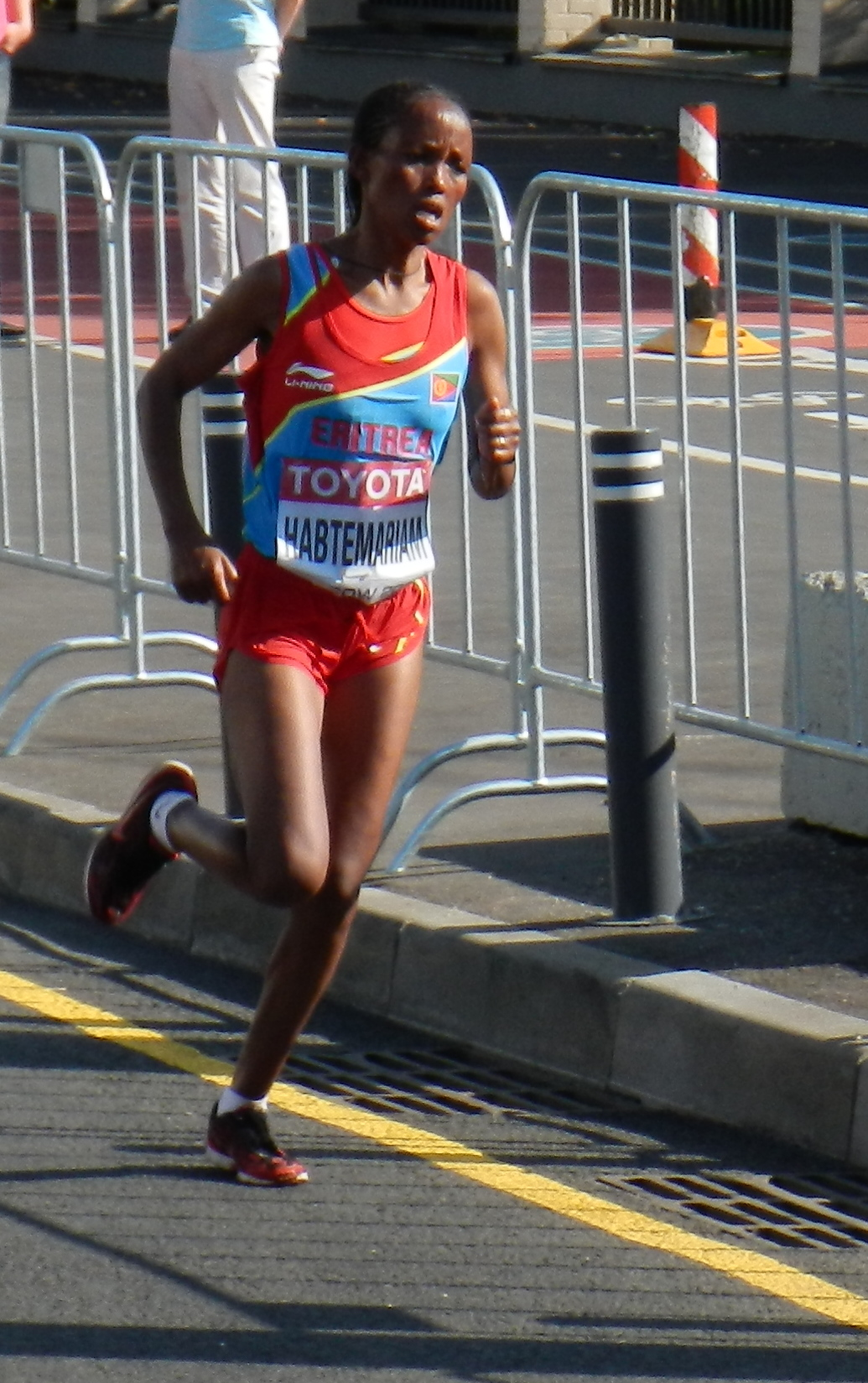
Nebiat Habtemariam – Rang 47
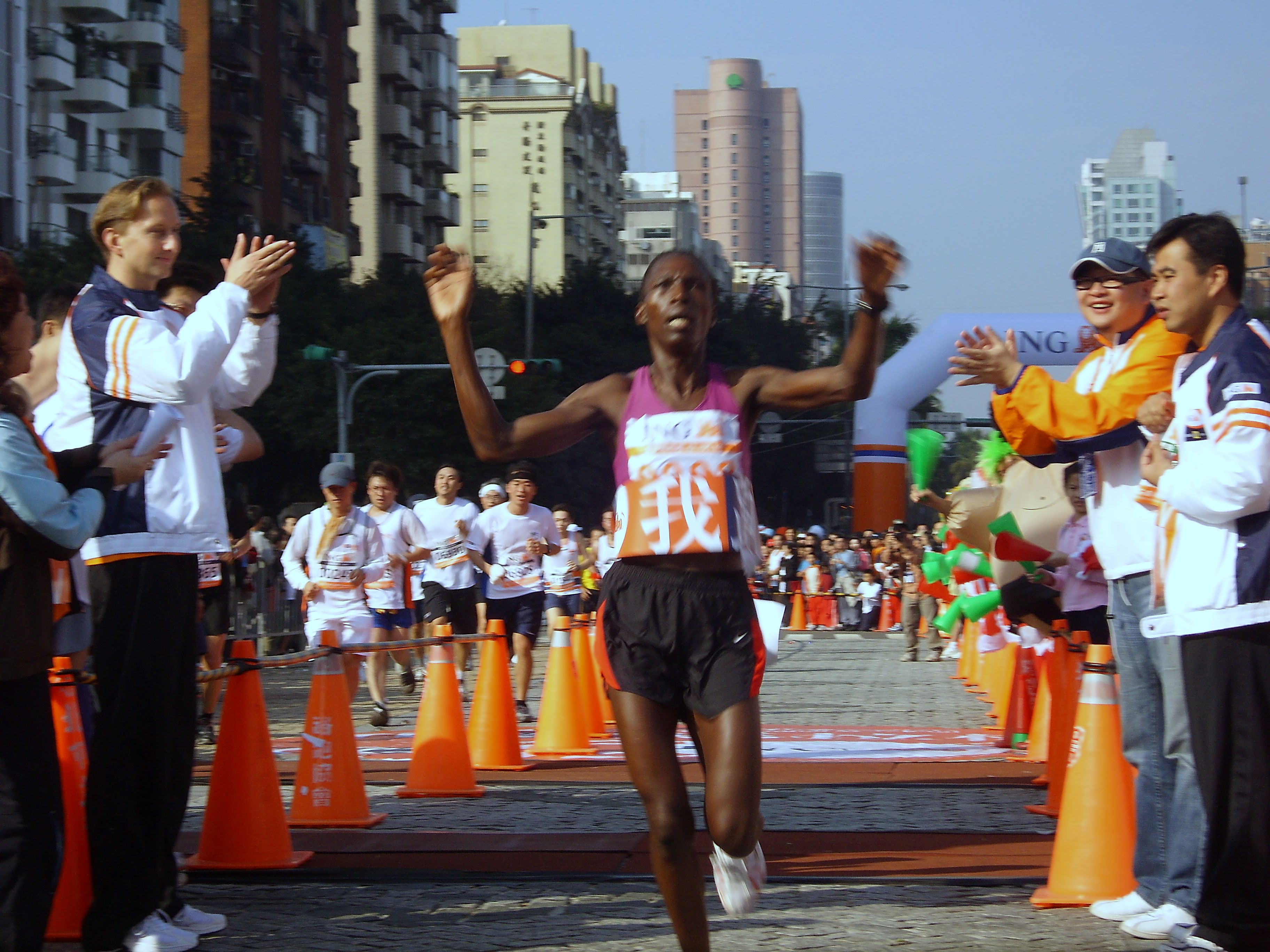
Tabitha Tsatsa – Rang 49
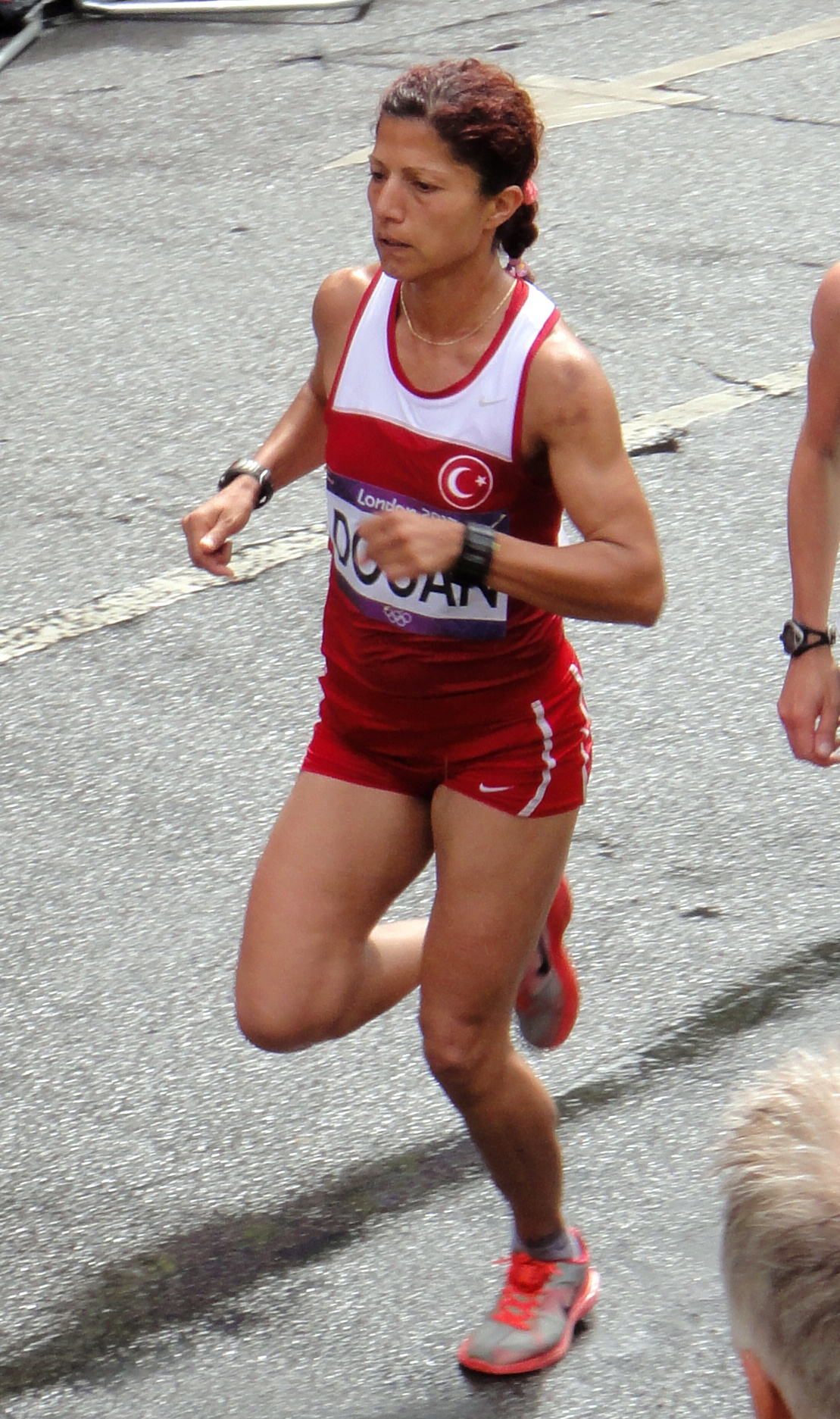
Bahar Doğan – Rang fünfzig
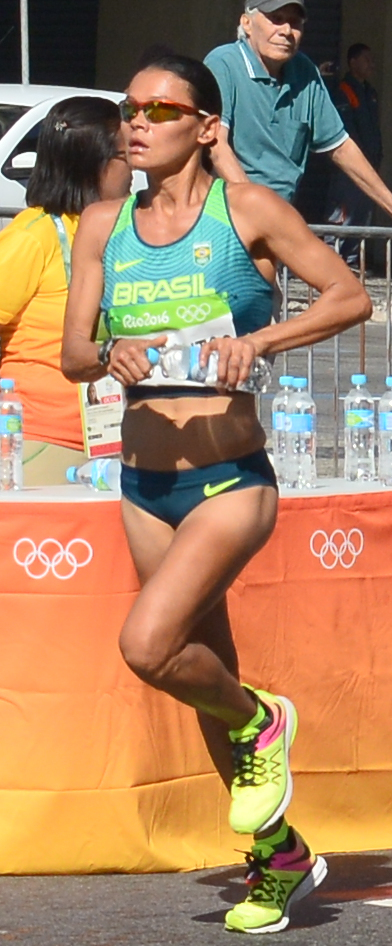
Marily dos Santos – Rang 51
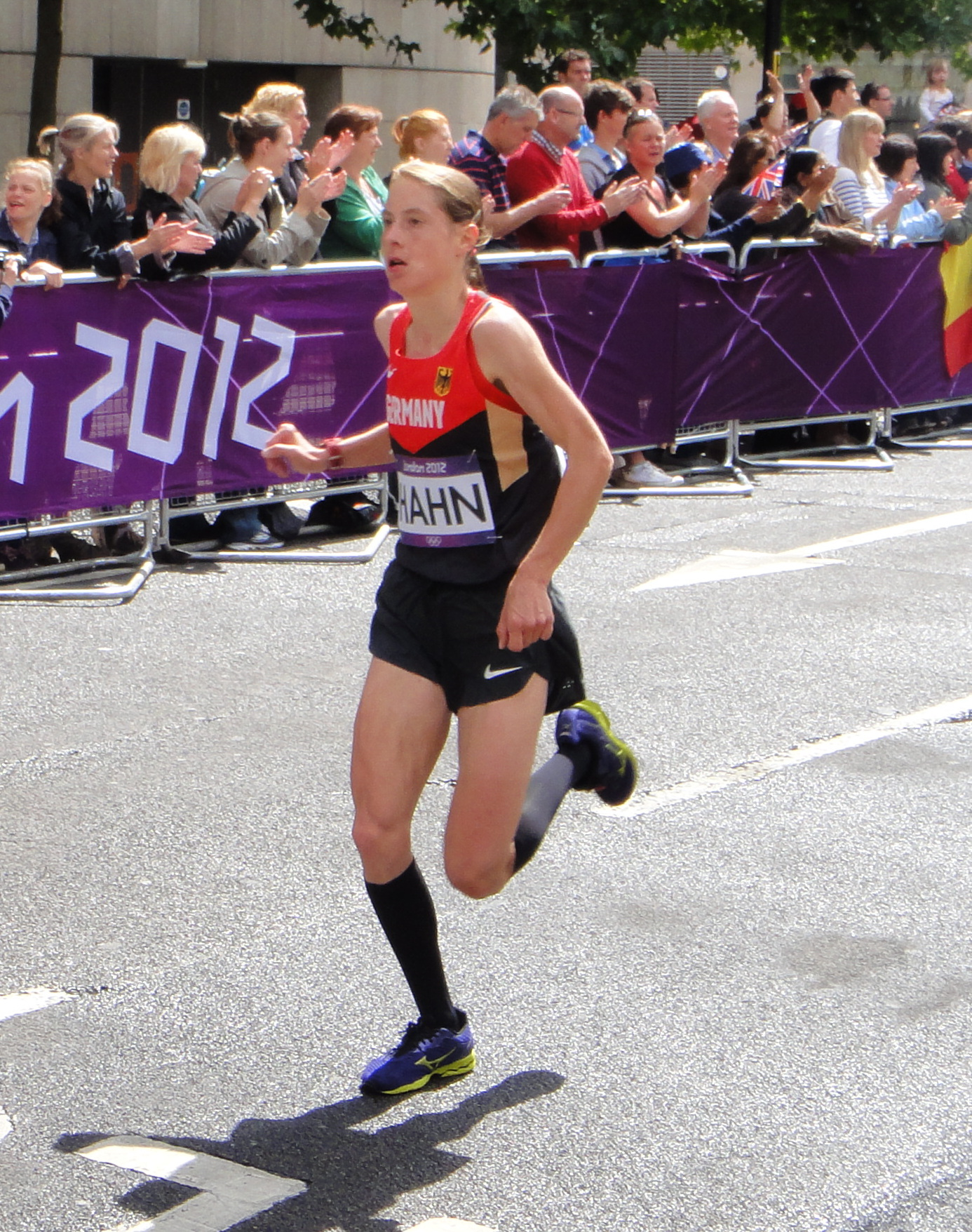
Susanne Hahn – Rang 52
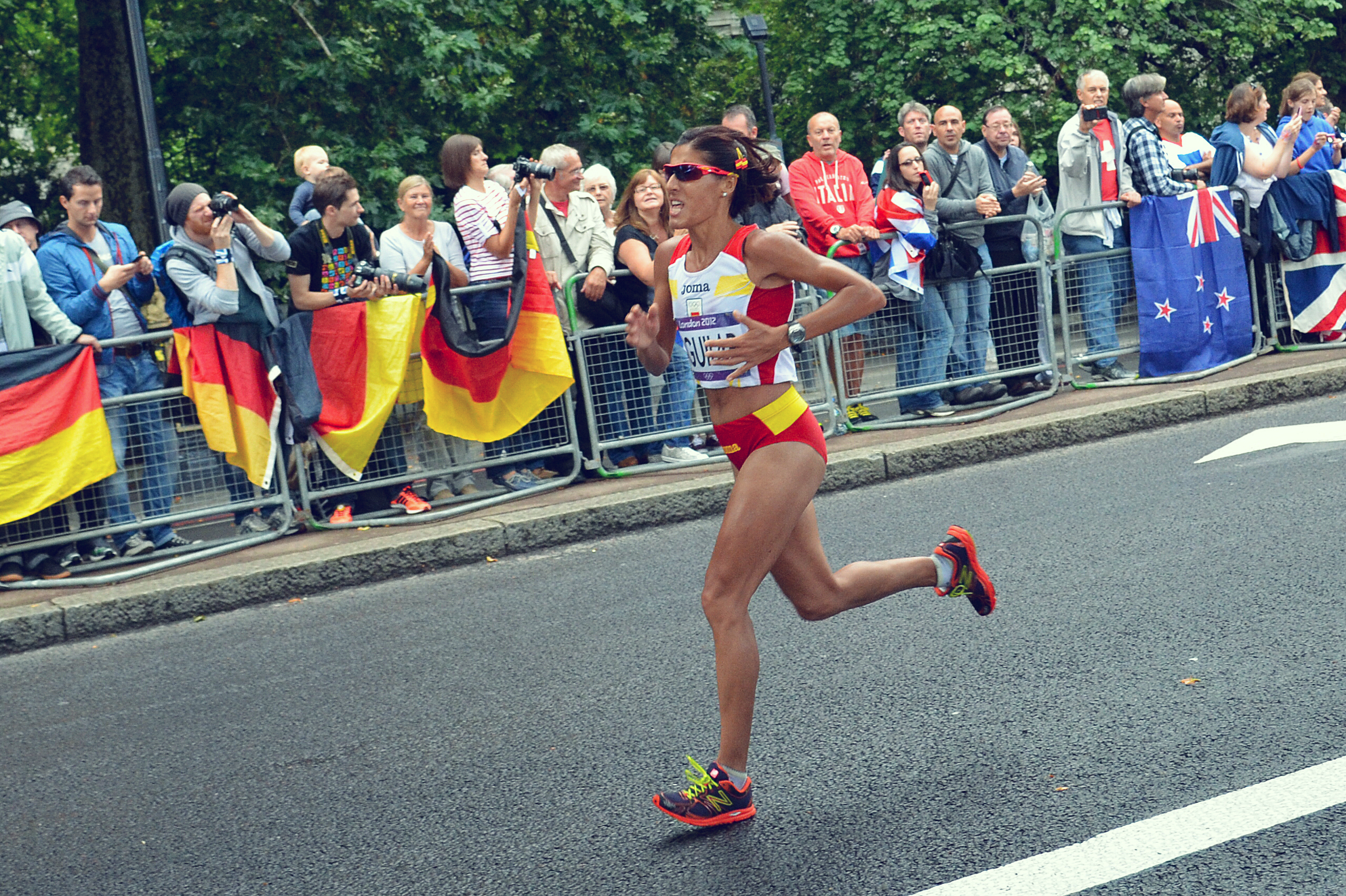
Alessandra Aguilar – Rang 54
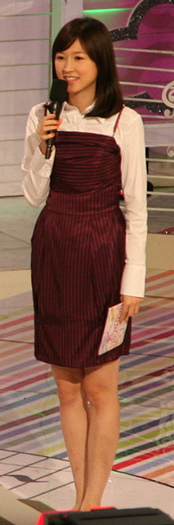
Lee Sun-young – Rang 56
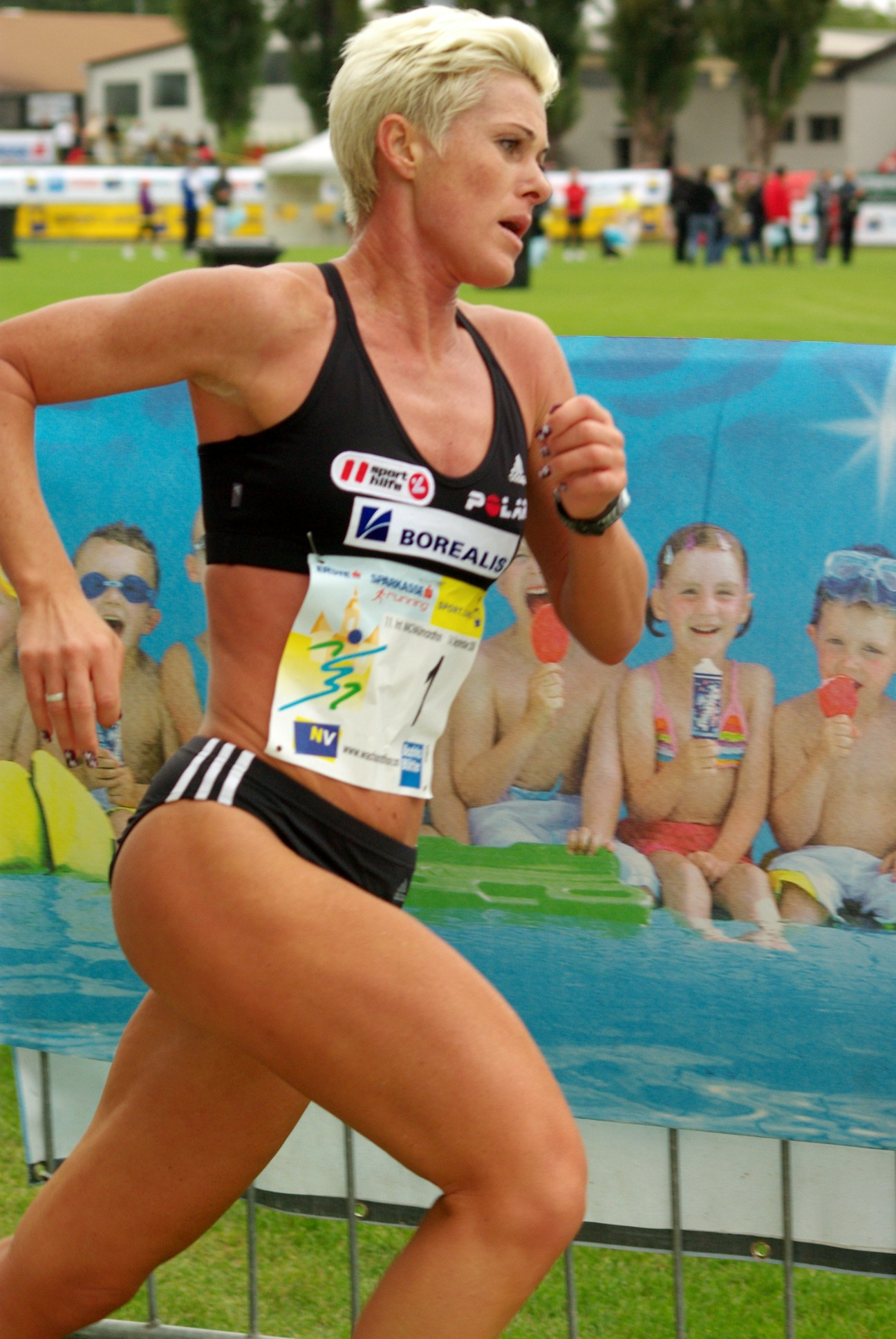
Eva-Maria Gradwohl – Rang 57
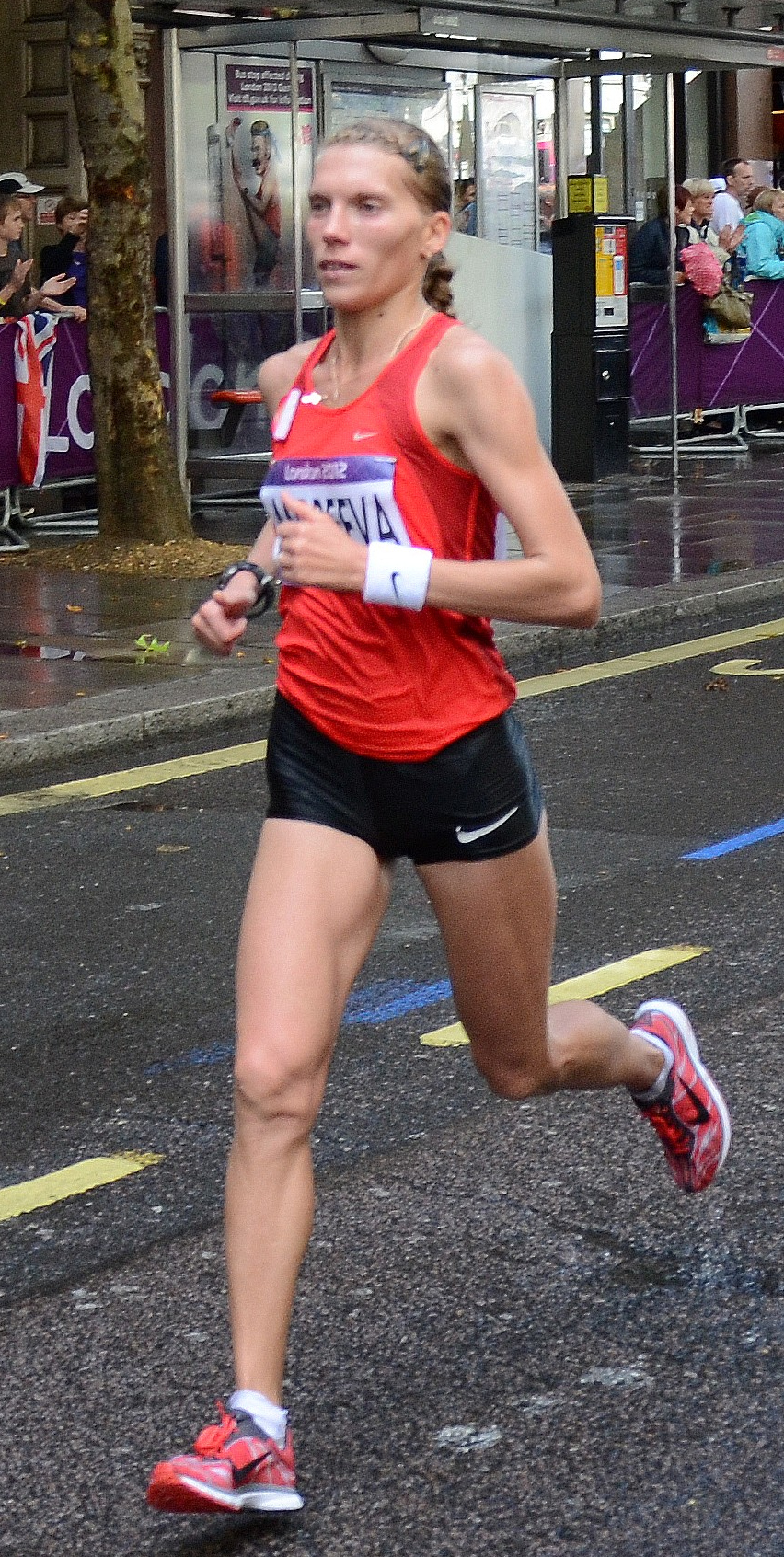
Julija Andrejewa – Rang 58
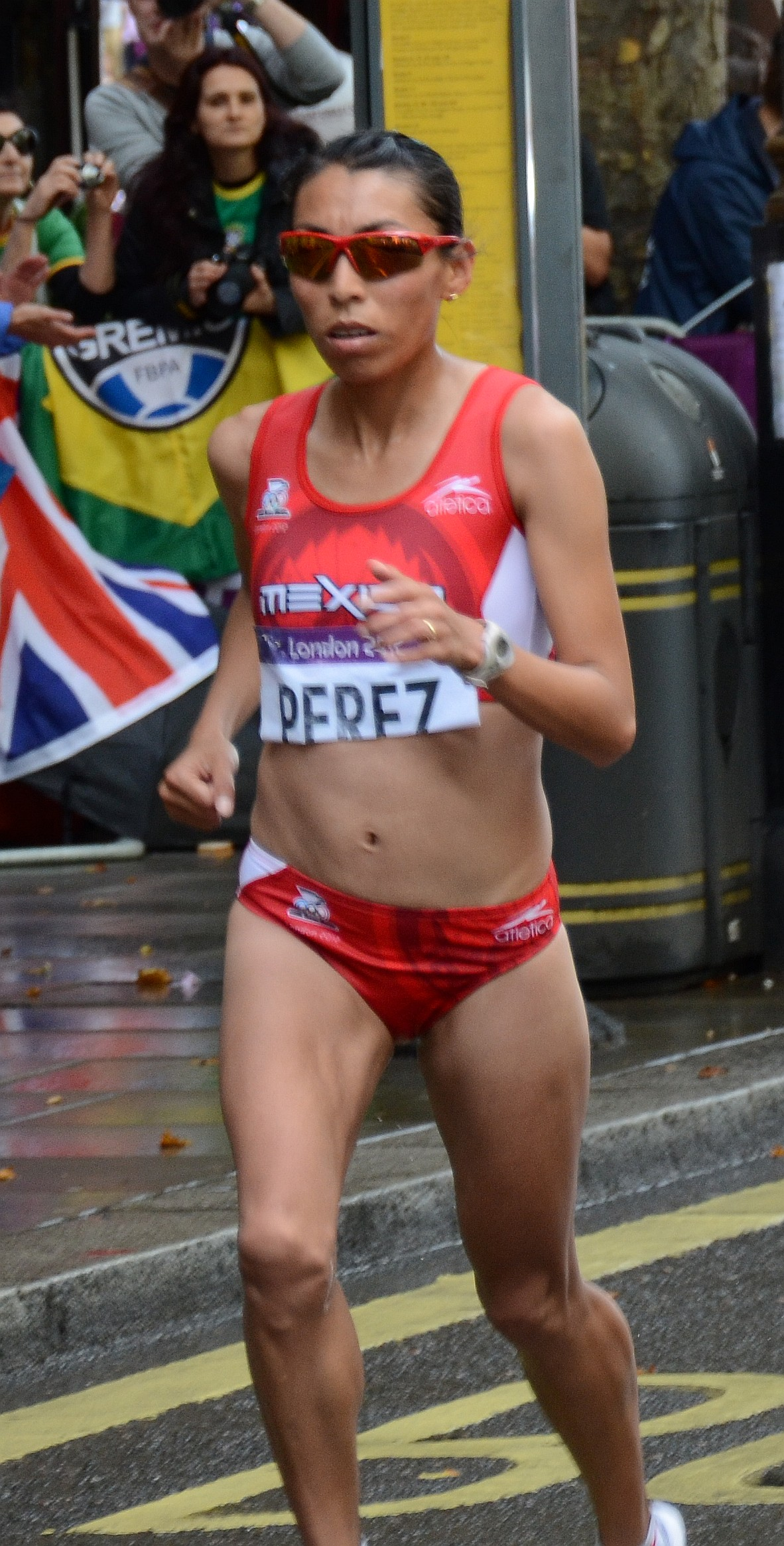
Karina Pérez – Rang 61
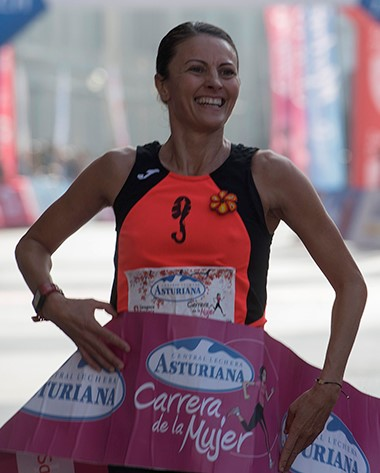
María José Pueyo – Rang 64
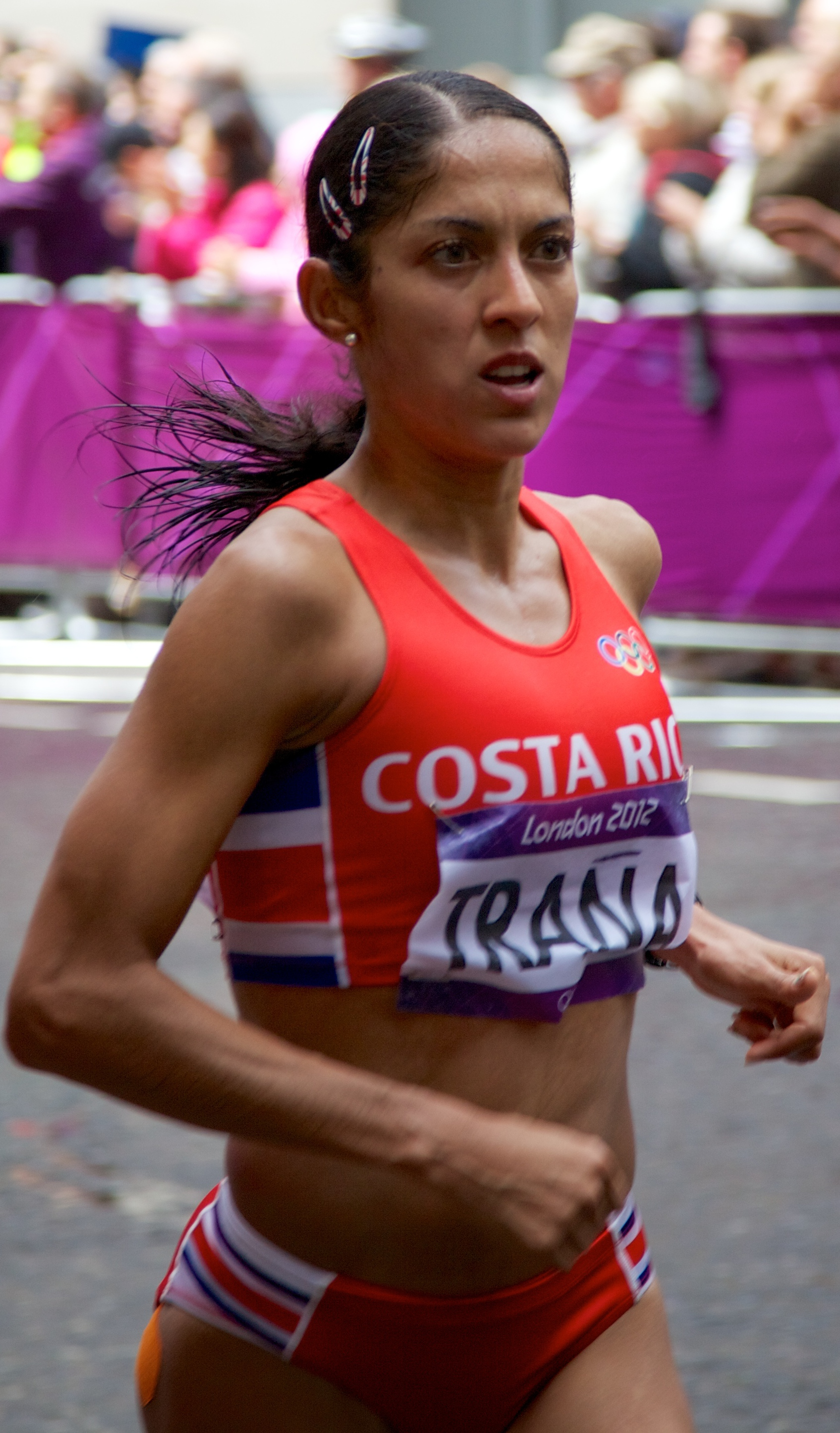
Gabriela Traña – Rang 68
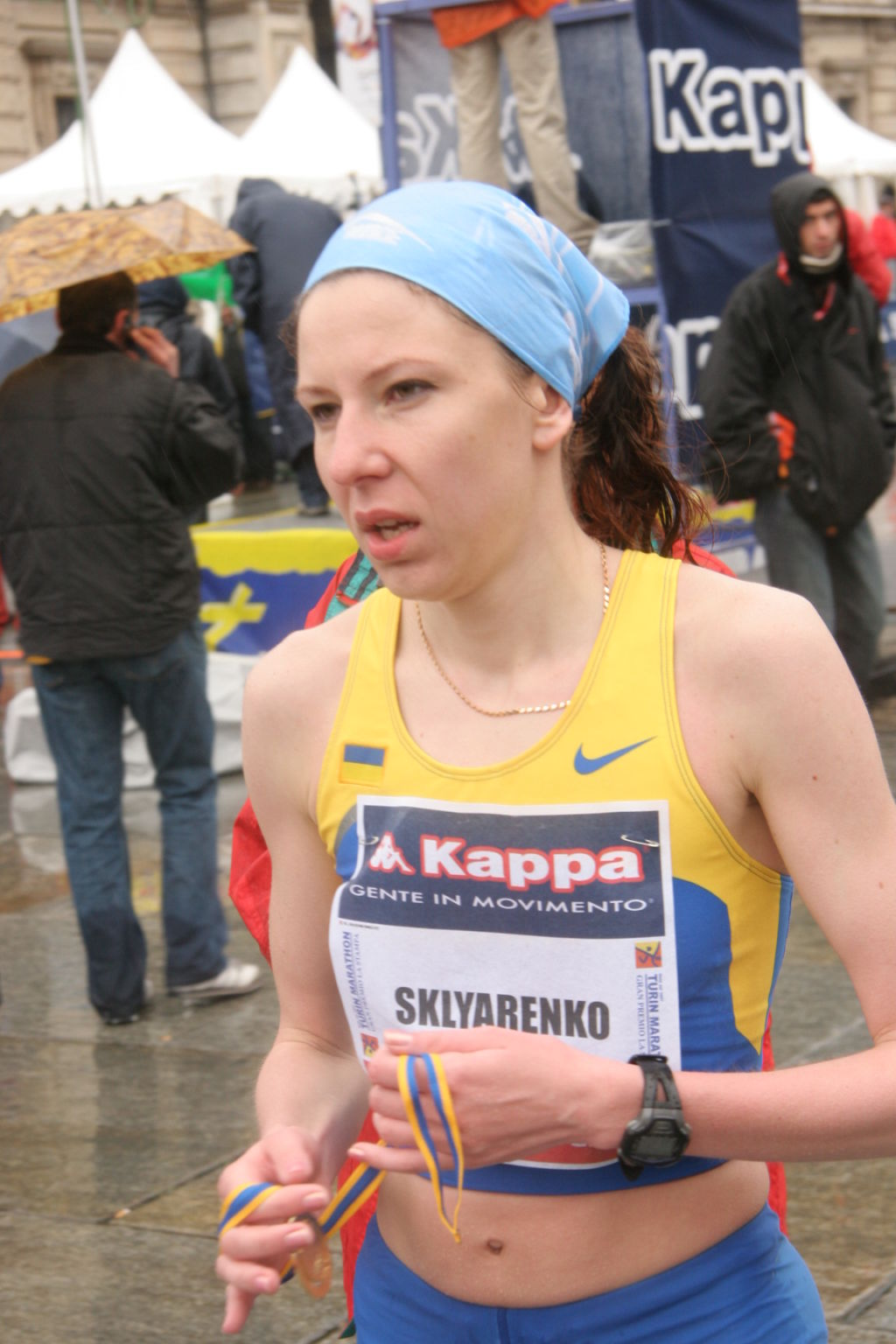
Oksana Skljarenko – Rang 69
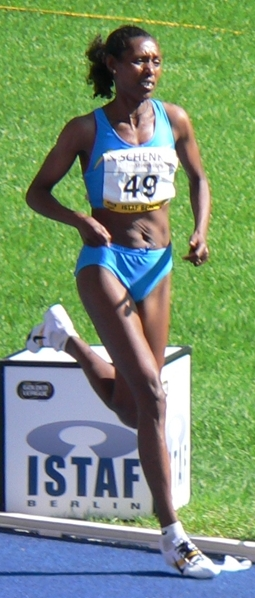
Berhane Adere – Rennen aufgegeben
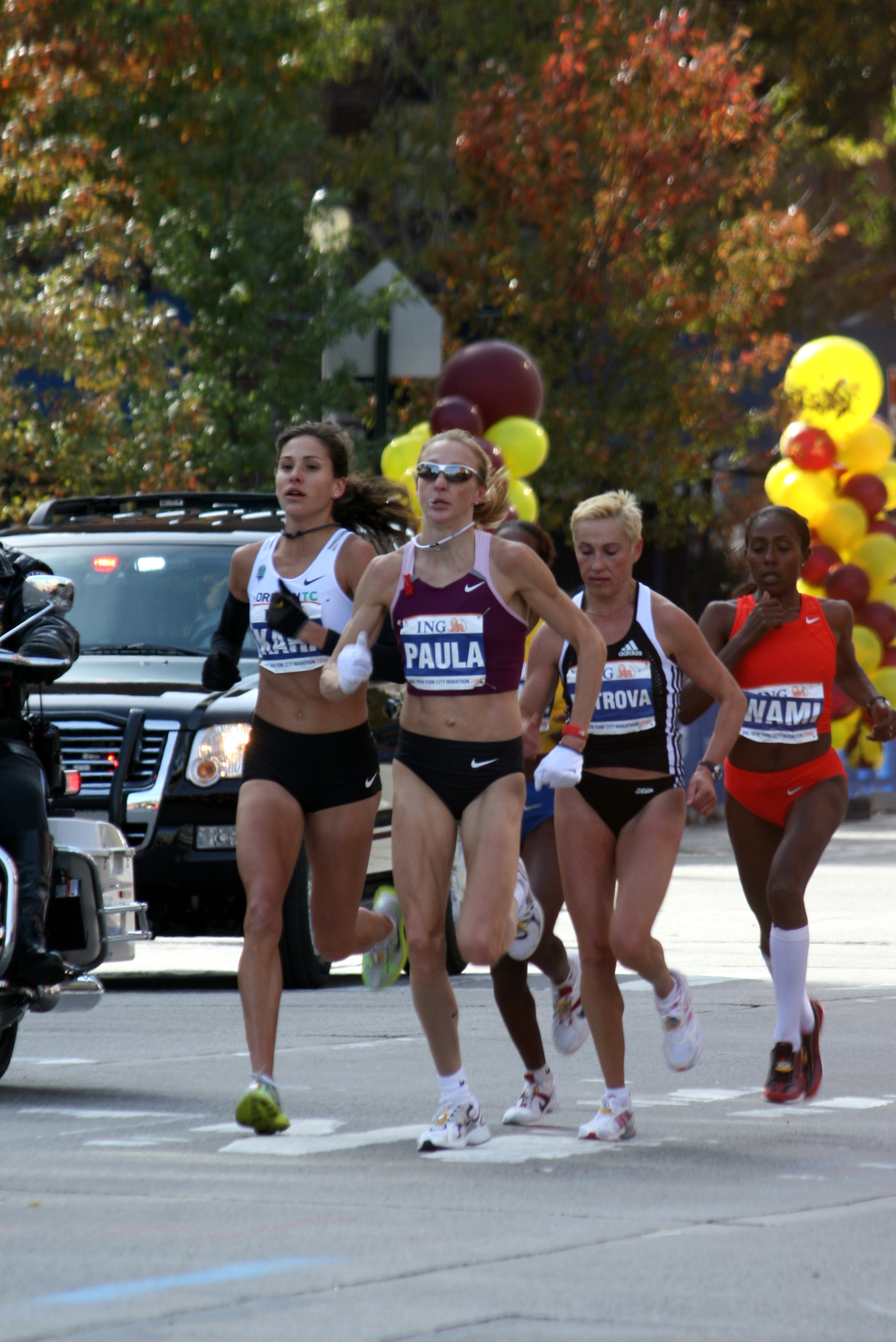
Gete Wami (ganz rechts) – Rennen aufgegeben
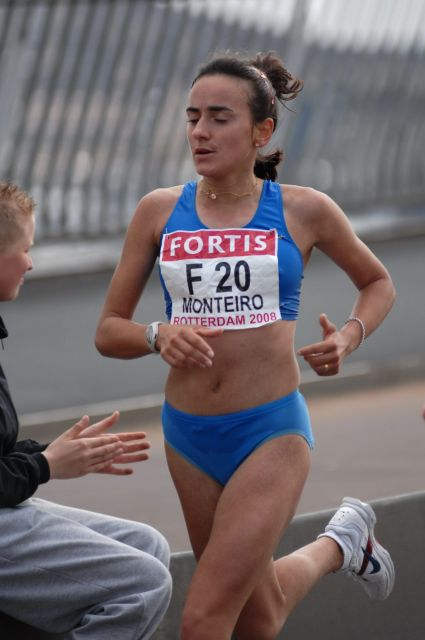
Inês Monteiro – Rennen aufgegeben
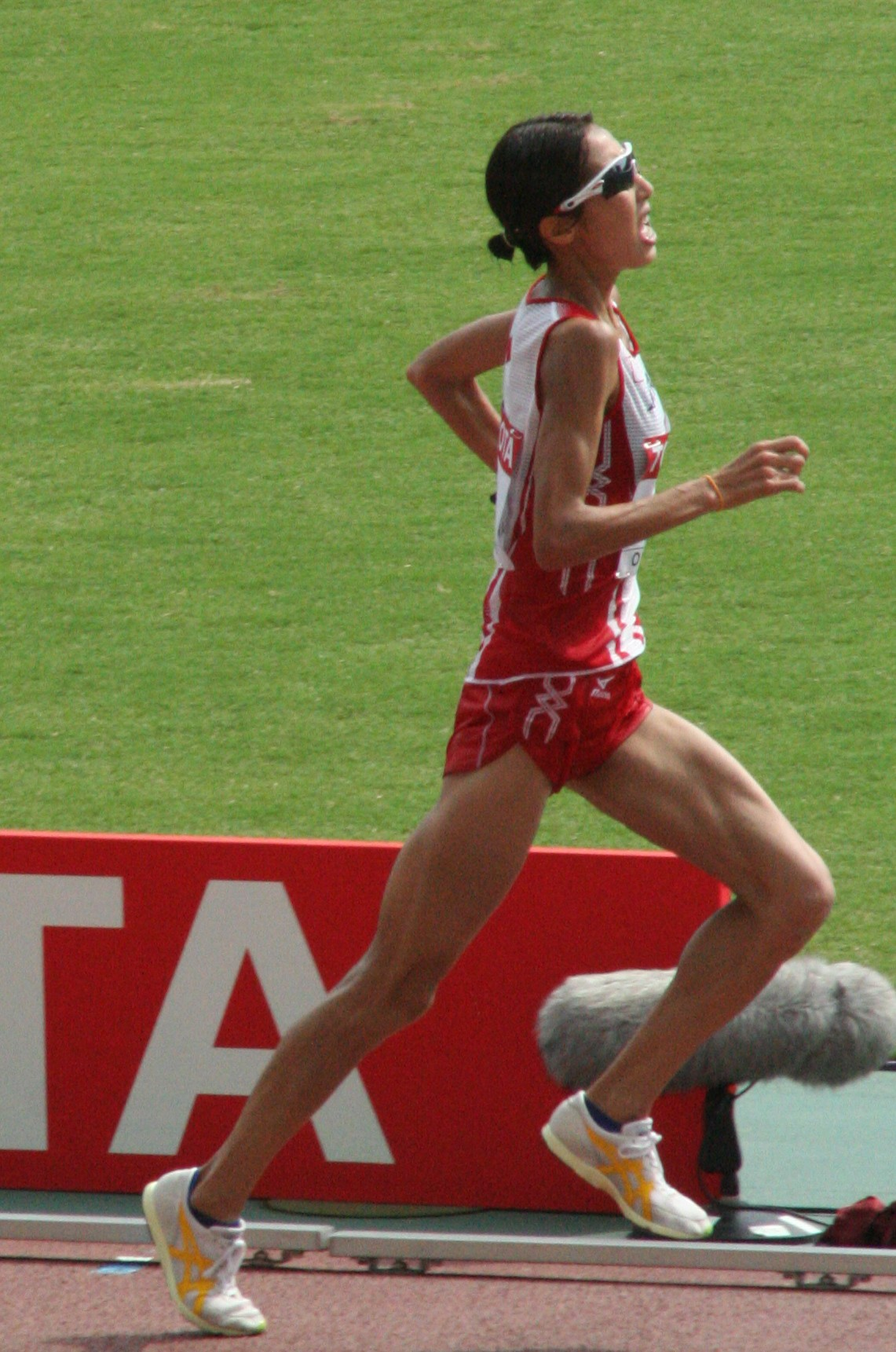
Reiko Tosa – Rennen aufgegeben
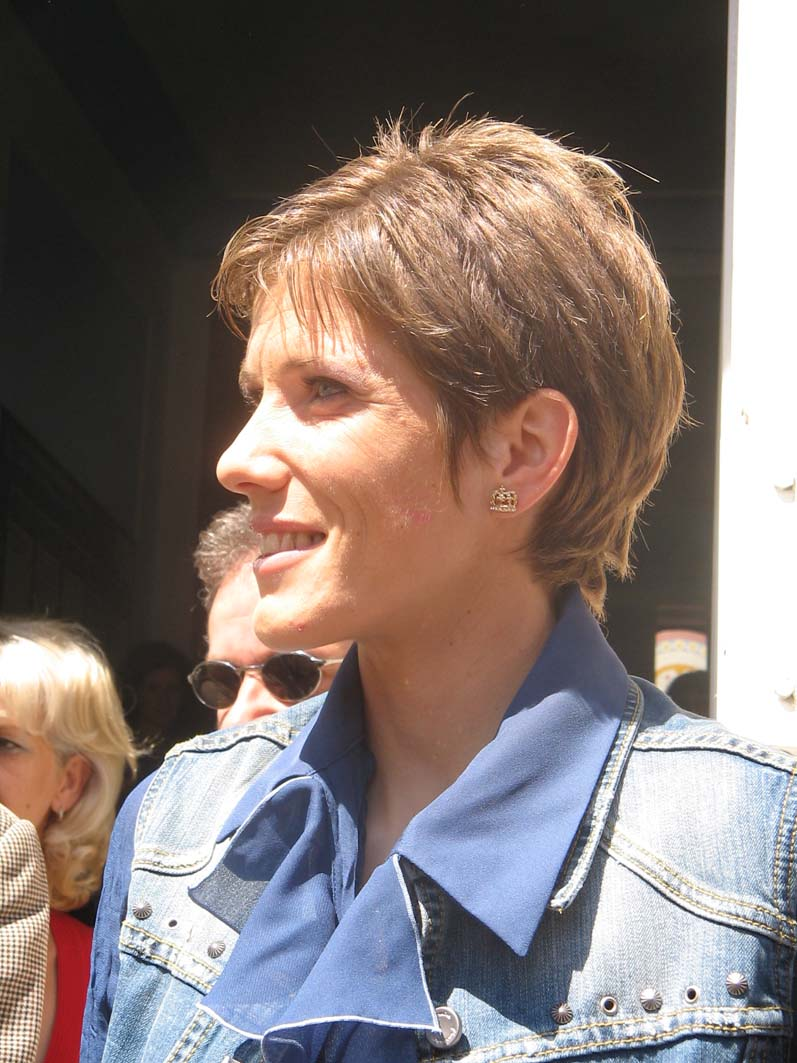
Olivera Jevtić – Rennen aufgegeben
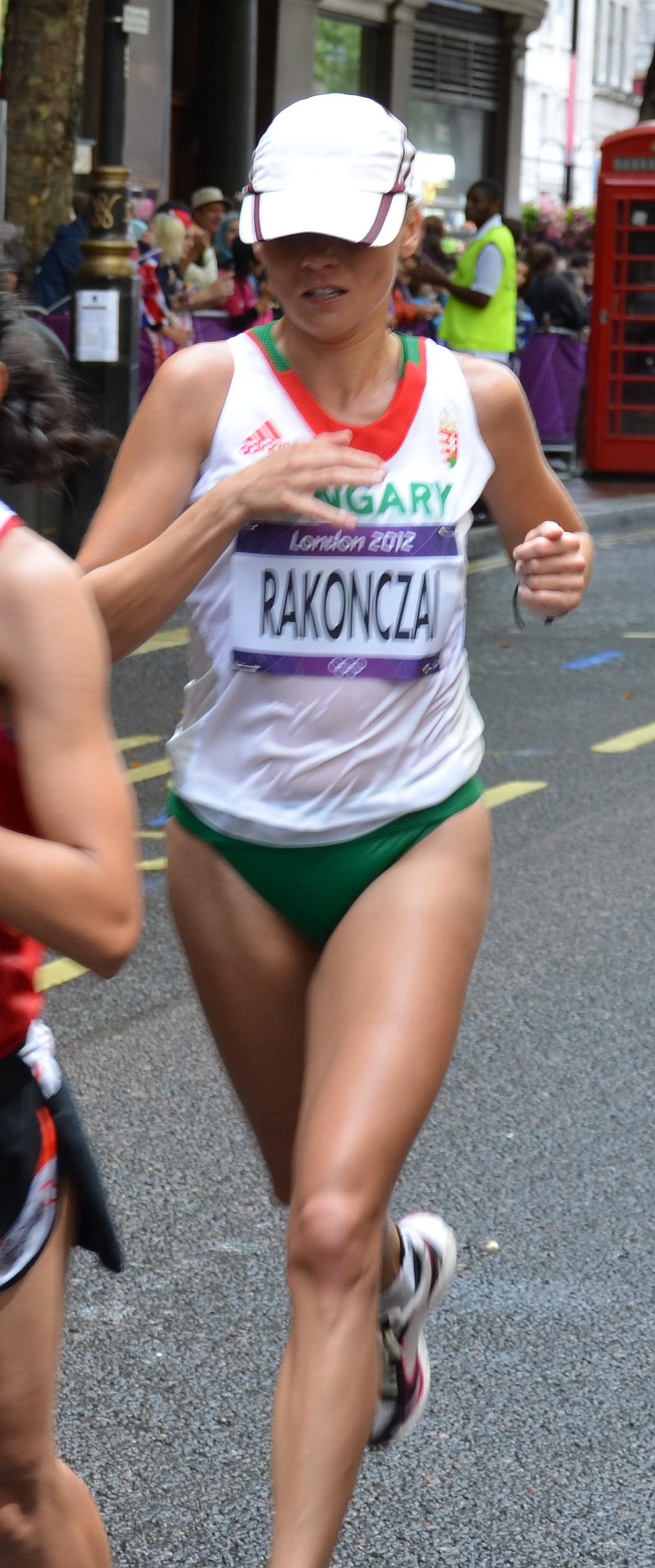
Beáta Rakonczai – Rennen aufgegeben
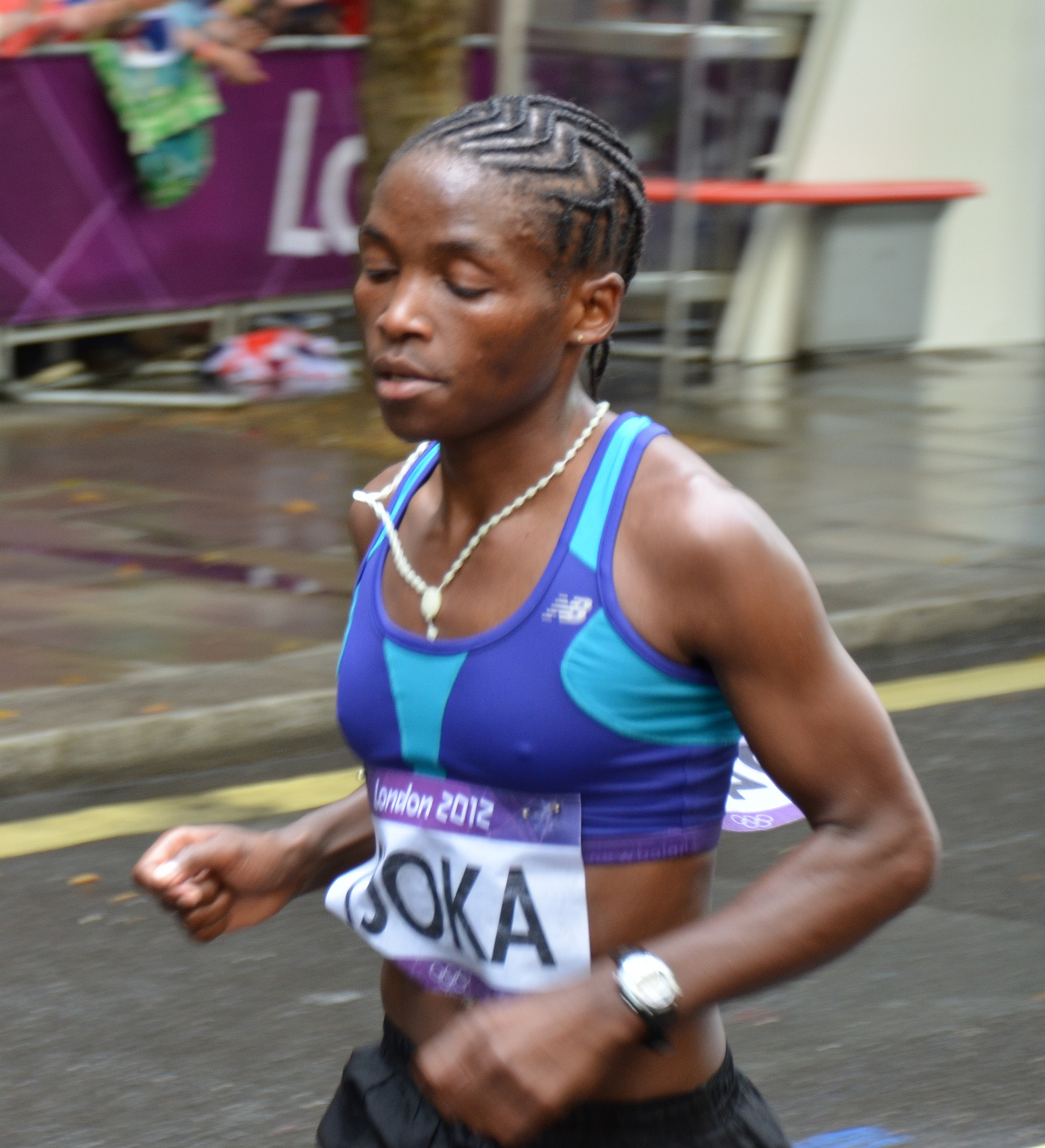
Mamorallo Tjoka – Rennen aufgegeben
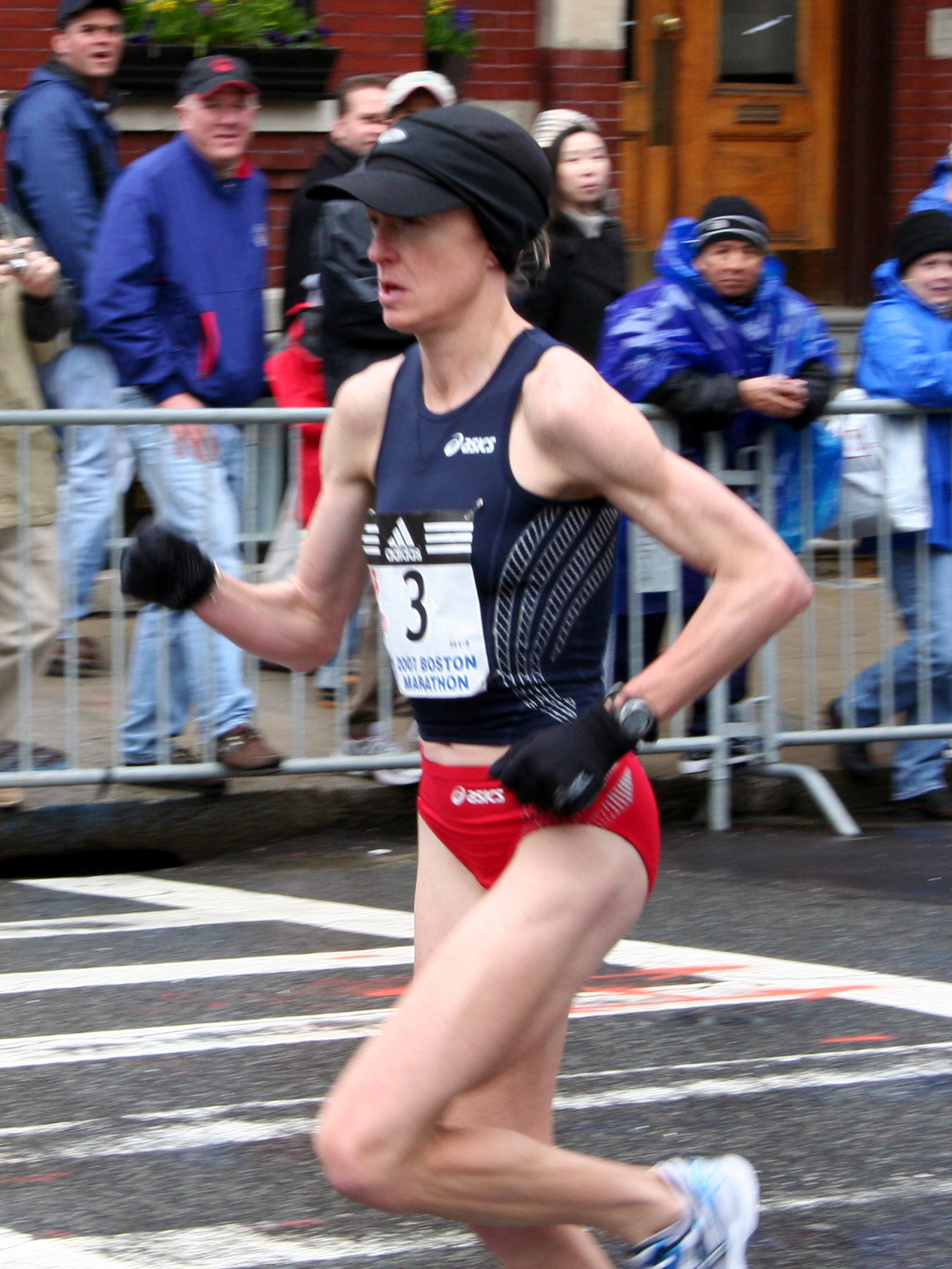
Deena Kastor – Rennen aufgegeben

## Video
- Athletics - Women's Marathon - Beijing 2008 Summer Olympic Games, youtube.com, abgerufen am 14. März 2022